# 빌리 미첼
윌리엄 렌드럼 미첼(William Lendrum Mitchell, 1879년 12월 29일 ~ 1936년 2월 19일)은 미국 육군 장교로, 미국 공군 창설에 중요한 역할을 했다.
미첼은 제1차 세계 대전 중 프랑스에서 복무했으며, 전쟁이 끝날 무렵에는 그 나라의 모든 미국 공중 전투 부대를 지휘했다. 전쟁 후, 그는 항공근무대 부국장으로 임명되었고, 미래 전쟁에서 중요할 것이라고 믿으며 항공 전력에 대한 투자를 늘릴 것을 주장하기 시작했다. 그는 특히 폭격기가 전함을 침몰시킬 수 있다고 주장했으며, 이 아이디어를 시험하기 위해 정지된 함선에 대한 일련의 폭격 훈련을 조직했다.
그는 자신의 주장과 비판으로 인해 육군의 많은 행정 지도자들과 반목했고, 1925년에는 준장으로서의 임시 임명이 갱신되지 않았으며, 그의 항명으로 인해 영구 계급인 대령으로 복귀했다. 그 해 말, 그는 육군과 해군 지도자들이 "거의 반역에 가까운 국방 행정"을 하고 있다고 비난한 후 항명죄로 군법회의에 회부되었다. 그들의 전함 투자에 대한 비난 때문이었다. 그는 곧 군을 사임했다.
미첼은 사후 의회 금메달을 포함하여 많은 영예를 받았다. 그는 또한 미국의 군용 항공기인 노스 아메리칸 B-25 미첼의 이름이 붙여진 최초의 인물이기도 하다. 위스콘신주 밀워키의 밀워키 미첼 국제공항도 미첼의 이름을 따서 명명되었다.

## 초기 생애

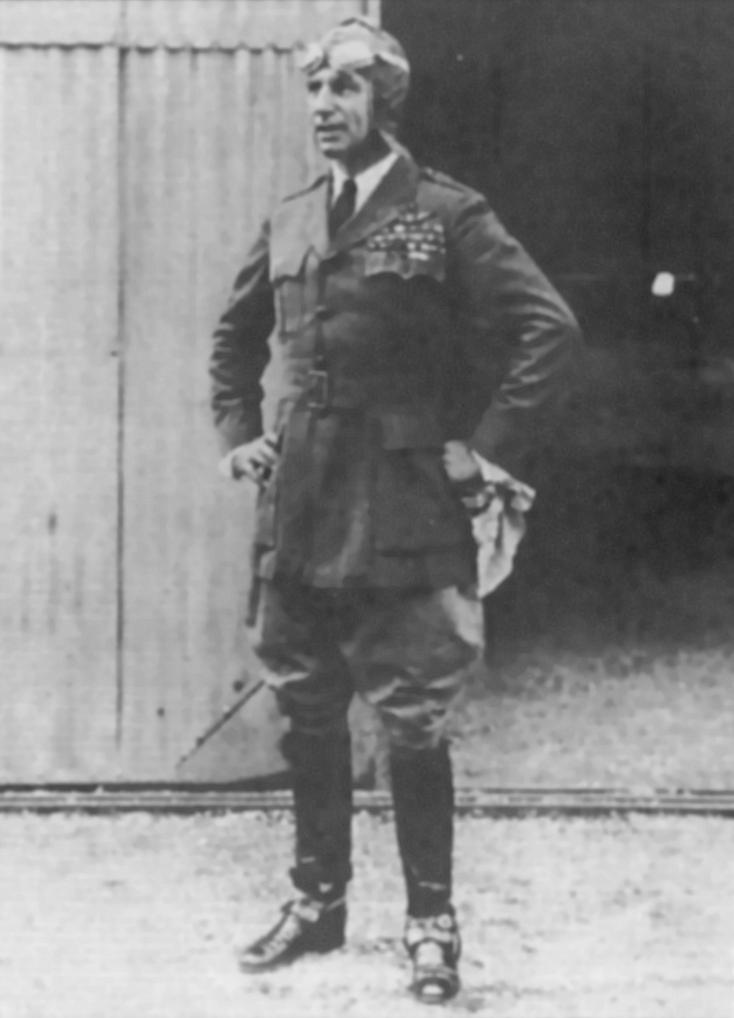
항공근무대 부수석 참모 미첼(비정규 군복 착용)

프랑스 니스에서 부유한 위스콘신 상원의원인 존 L. 미첼과 그의 아내 해리엇 댄포스(베커) 사이에서 태어난 미첼은 현재 밀워키의 교외 지역인 웨스트 앨리스가 된 그린필드 북부의 한 저택에서 자랐다. 미첼의 아버지는 남북 전쟁에서 미래의 장군인 아서 매카서 주니어 (더글러스 매카서 장군의 아버지)와 함께 제24 위스콘신 의용 보병 연대의 1등 중위로 복무했다. 미첼의 아버지는 1883년부터 1889년까지 미국 상원의원으로 재직했다.
그의 친할아버지 알렉산더 미첼은 스코틀랜드인으로, 밀워키 로드 철도와 위스콘신 해병 은행을 설립했다. 미첼 공원과 미첼 스트리트 상업 지구는 알렉산더의 이름을 따서 명명되었다. 그의 친할머니인 마사 리드 미첼은 자선, 예술, 사교계에서 잘 알려진 인물이었다.
미첼의 여동생 루스는 제2차 세계 대전 중 유고슬라비아에서 체트니크와 함께 싸웠고, 나중에 오빠에 대한 책 『My Brother Bill』을 썼다.
미첼은 워싱턴 D.C.의 컬럼비아 대학교 (나중에 조지 워싱턴 대학교로 개명)에 입학했지만, 미국-스페인 전쟁 중 미국 육군에 입대하기 위해 중퇴했다. 그러나 그는 결국 이 학교를 졸업했다. 그곳에서 그는 파이 카파 프시 사교 클럽의 회원이었다. 18세에 컬럼비아 대학교를 중퇴한 후, 그는 사병으로 미국 육군에 입대하여 1898년 5월 14일 제1 위스콘신 보병 연대의 M 중대에 배속되었다. 미첼은 곧 동원되어 필리핀의 아서 매카서 준장의 지휘 아래 배속되었고, 매카서 장군은 1899년 봄 필리핀 북부 루손 부서의 지휘를 맡았다. 미첼은 미국-스페인 전쟁 말기와 필리핀-미국 전쟁 동안 북부 및 중부 루손에서 필리핀인 반군에 대항하는 작전에 참여했다. 그는 아버지의 영향력으로 빠르게 장교 임명을 받았고 미국 육군 통신병과에 합류했다.
적대 행위가 중단된 후에도 미첼은 육군에 남았다. 1900년부터 1904년까지 미첼은 통신병과 중위로 알래스카 지구에 배치되었다. 1900년 5월 26일, 미국 의회는 알래스카의 고립되고 널리 분리된 미국 육군 전초 기지와 민간 골드러시 캠프들을 전신으로 연결하는 통신 시스템을 구축하기 위해 45만 달러를 할당했다. 조지 C. 브루넬 대위와 함께 미첼 중위는 워싱턴-알래스카 군사 케이블 및 전신 시스템 (WAMCATS)으로 알려진 것의 건설을 감독했다. 그는 1906년에 이미 캔자스주 리번워스 요새의 육군 통신 학교 강사로 재직하면서 미래의 분쟁은 지상이 아닌 공중에서 일어날 것이라고 예측했다.
1908년, 젊은 통신병과 장교였던 미첼은 마이어 요새, 버지니아에서 오빌 라이트의 비행 시연을 관찰했다. 미첼은 뉴포트뉴스, 버지니아의 커티스 비행 학교에서 비행 수업을 들었다.
1912년 3월, 러일 전쟁의 전장을 순회하고 언젠가는 일본과의 전쟁이 불가피하다는 결론을 내린 필리핀에서의 임무를 마친 후, 미첼은 참모본부에 근무할 21명의 장교 중 한 명으로 선발되었다. 당시 32세로 가장 젊은 멤버였다. 1913년 8월, 그는 육군 항공을 통신병과와 분리된 병과로 만들자는 법안을 검토하는 입법 청문회에 출석하여 법안에 반대하는 증언을 했다. 참모본부의 유일한 통신병과 장교였던 그는 1916년 5월, 현재의 미국 공군의 전신인 미국 통신병과 항공과의 책임자가 부정행위로 질책받고 해임되자 임시 책임자로 선출되었다. 미첼은 제1차 세계 대전이 진행 중이던 영국 런던에서 무관 임무를 마치고 새로운 책임자인 조지 O. 스콰이어 중령이 도착할 때까지 그 부서를 관리했으며, 이후 그의 영구 보조관이 되었다. 6월에는 법적으로 나이와 계급으로 인해 비행사 훈련이 금지되었기 때문에, 사비 1,470달러 (2015년 기준 약 33,000달러)를 들여 커티스 비행 학교에서 개인 비행 레슨을 받았다. 1916년 7월, 그는 소령으로 진급하고 제1군 항공근무대장에 임명되었다.

## 제1차 세계 대전

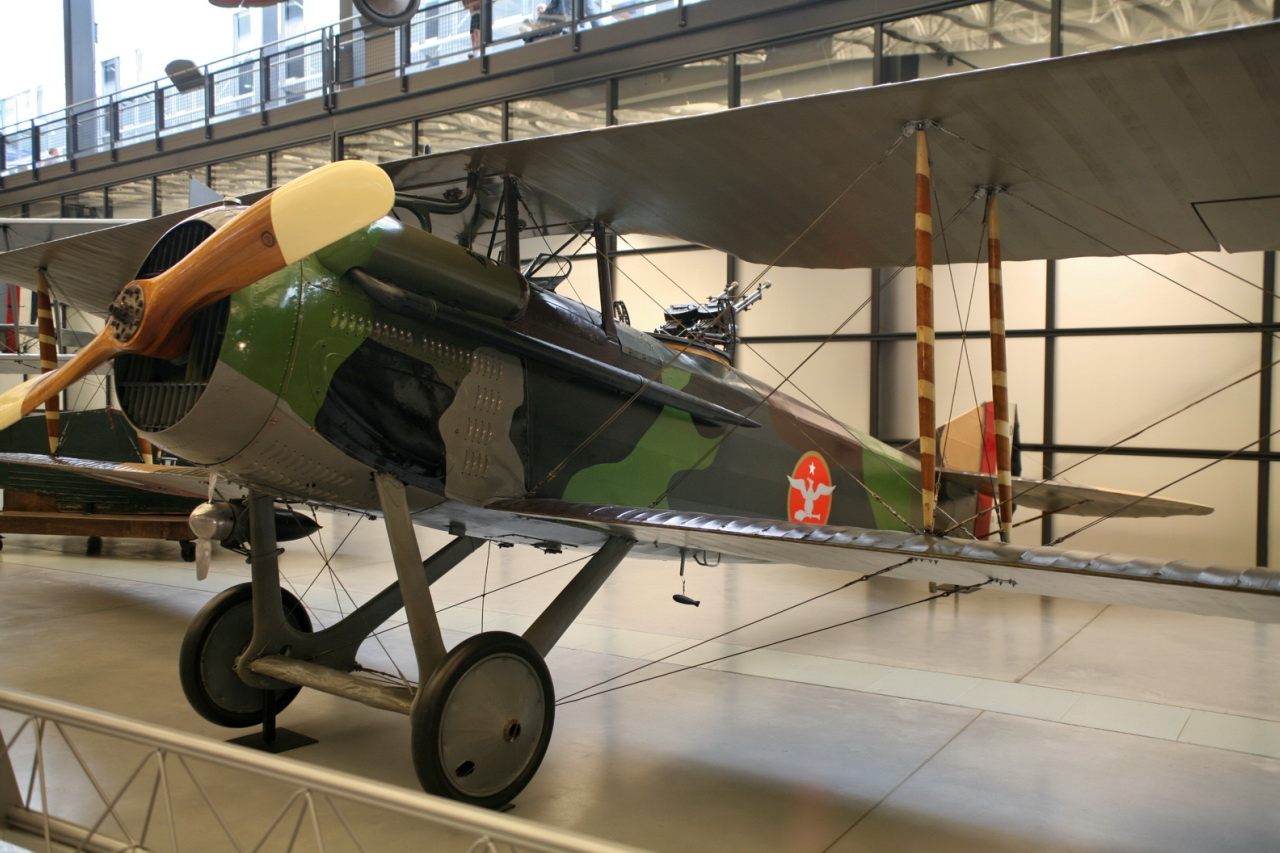
미첼이 전쟁 중에 조종했던 프랑스제 SPAD XVI는 현재 워싱턴 D.C.의 국립 항공우주 박물관에 전시되어 있다. SPAD XVI는 관측 및 폭격 항공기로, 후방 조종석에 루이스 쌍발 기관총이 장착되어 있다.

미국이 독일에 선전포고를 한 1917년 4월 6일, 미첼은 참관인 자격으로 프랑스로 향하는 스페인에 있었다. 그는 4월 10일 파리에 도착하여 항공부서 사무실을 설립하고 휴 트렌처드 장군과 같은 영국 및 프랑스 공군 지도자들과 광범위하게 협력하며 그들의 전략과 항공기를 연구했다. 4월 24일, 그는 프랑스 조종사와 함께 비행하며 독일 전선 상공에서 미국 장교로서 첫 비행을 했다. 얼마 지나지 않아 미첼은 미국 공군 작전을 준비할 충분한 경험을 쌓았다. 미첼은 대담하고 화려하며 지칠 줄 모르는 지도자로 빠르게 명성을 얻었다. 5월에 그는 중령으로 진급했다. 1917년 10월 10일에는 임시 대령으로 진급했으며, 이는 8월 5일부터 적용되었다.
1918년 9월, 그는 생미엘 전투의 공중전을 계획하고 지휘했는데, 이 전투는 역사상 최초의 공중-지상 협동 공격 중 하나로 거의 1,500대의 영국, 프랑스, 이탈리아 항공기를 동원했다. 1918년 10월 14일, 그는 (임시) 준장으로 승진했으며, 프랑스 주둔 모든 미국 공중 전투 부대를 지휘했다. 그는 항공근무대장과 군집단장으로서 전쟁을 마쳤다.
그의 친한 친구인 에디 리켄배커와 같은 에이스들과 함께 전쟁에서 최고의 미국인 전투 비행사 중 한 명으로 인정받은 그는 아마도 유럽에서 가장 잘 알려진 미국인이었다. 그는 수훈십자장, 수훈훈장, 8개의 전역 버클이 달린 제1차 세계 대전 승전 메달, 그리고 여러 외국 훈장을 받았다. 그의 뛰어난 리더십과 훌륭한 전투 기록에도 불구하고, 그는 프랑스에서 18개월간 복무하는 동안 그리고 그 이후에도 많은 상관들과 불화를 겪었다.

## 전후 항공력 옹호

### 유럽에서 복귀

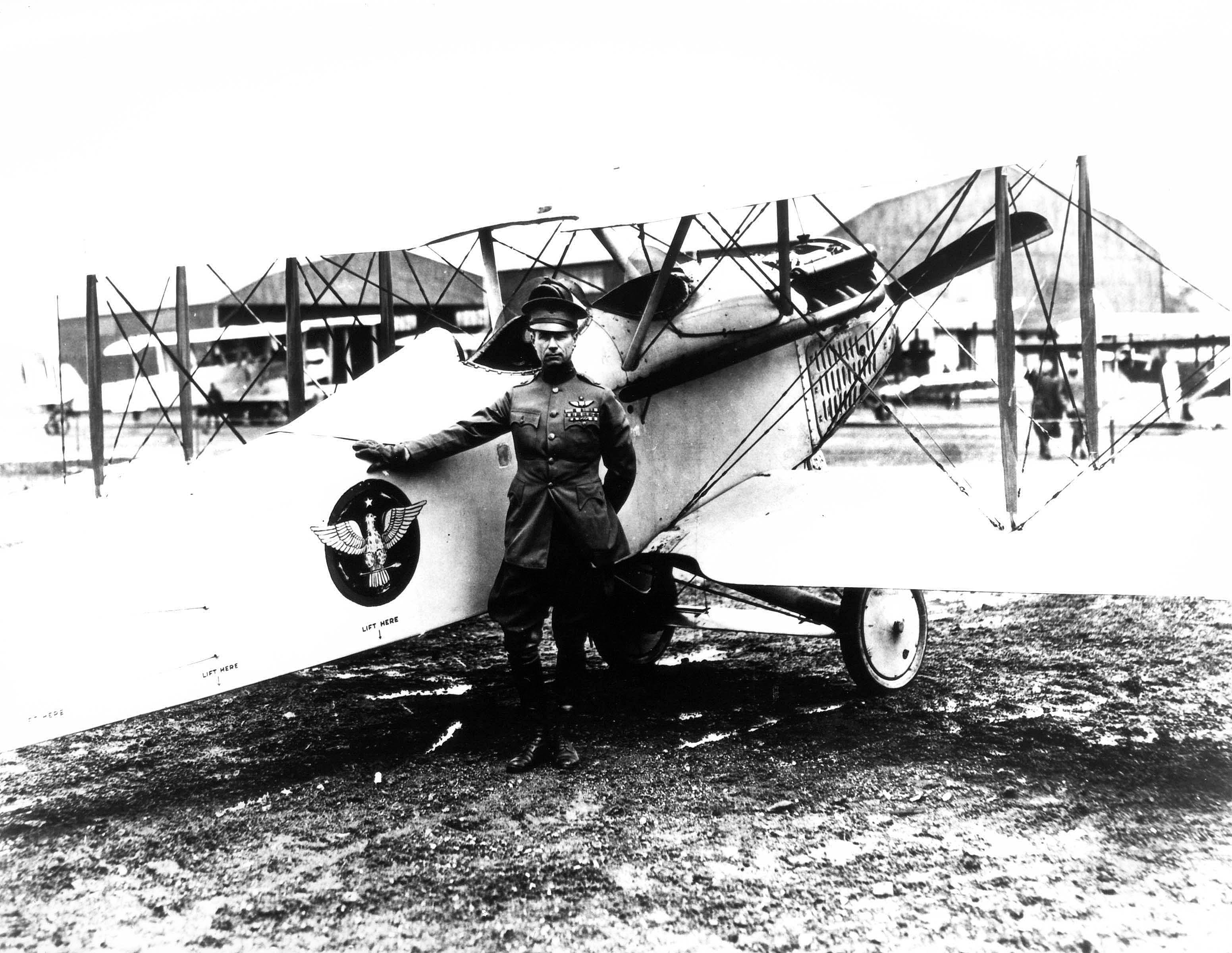
미첼이 1920년 5월 14–16일 워싱턴 D.C. 볼링 필드 항공대회에서 그의 보우트 VE-7 블루버드 항공기와 포즈를 취하고 있다.

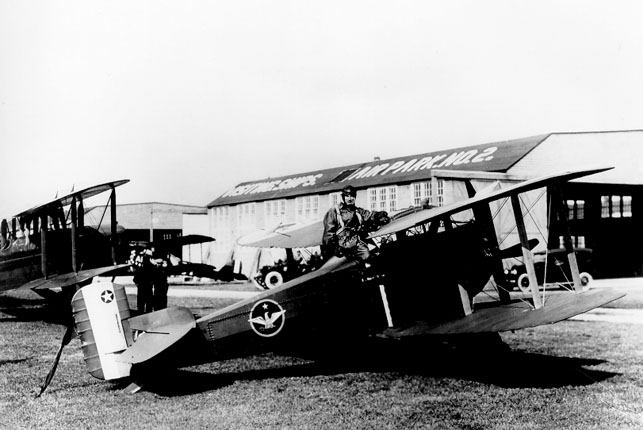
미첼이 그의 토마스-모스 MB-3와 함께 포즈를 취하고 있다

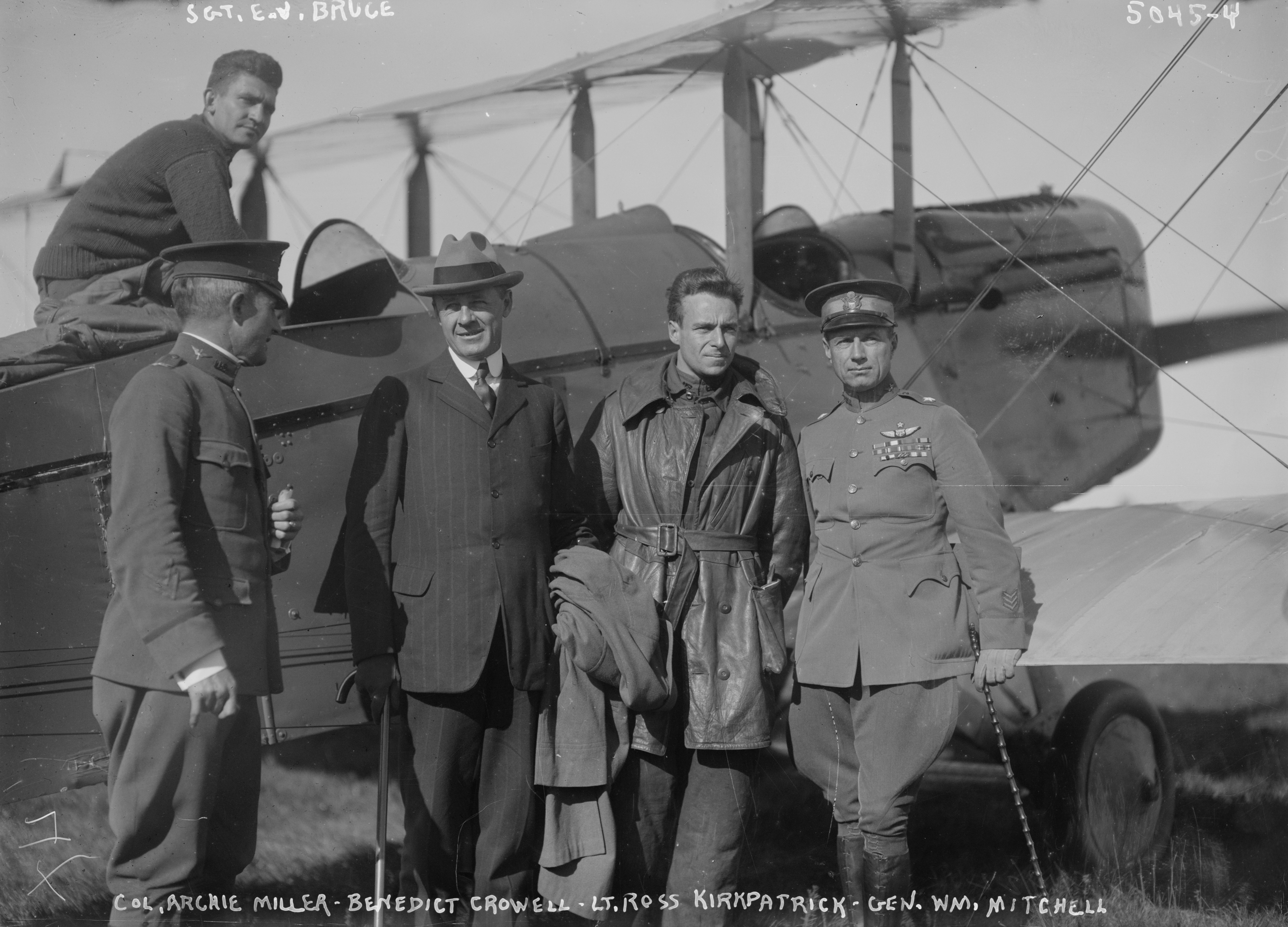
아치 밀러 대령, 베네딕트 크로웰, 로스 커크패트릭 중위, 미첼, 그리고 E.N. 브루스 상사

미첼은 1919년 1월 미국으로 돌아왔다. 항공근무대 전반에 걸쳐 그가 전후 항공근무대장에 임명될 것이라는 기대가 널리 퍼져 있었다. 그러나 그는 프랑스에서 레인보우 사단을 지휘했던 포병인 찰스 T. 메노허 소장이 그의 동기인 존 퍼싱 장군의 추천으로 지상군에 의한 항공 통제를 유지하기 위해 대장으로 임명된 것을 발견했다.
미첼은 1919년 2월 28일 군사 항공국 국장으로 임명되었지만, 이 직책은 전시 기관으로서 평화 조약 체결 후 6개월이 지나면 만료되는 명목상의 직책이었다. 메노허는 항공근무대를 AEF의 사단 체계에 기반하여 재편성하고 DMA를 조직에서 없앴으며, 미첼은 1919년 4월에 항공근무대장실(ODAS)의 훈련 및 작전 그룹을 담당하는 세 번째 보조 책임자로 배정되었다. 그는 1920년 6월 18일까지 임시 전시 계급인 준장을 유지했으며, 그 후 통신병과 중령으로 강등되었다(메노허도 같은 명령으로 준장으로 강등되었다).
1920년 6월 4일 의회에 의해 육군이 재편성되면서, 항공근무대는 전투 병과로 인정받았으며, 보병과 포병에 이어 세 번째 규모였다. 1920년 7월 1일, 미첼은 정규 육군 (즉, 영구) 통신병과 대령으로 진급했지만, 7월 16일에는 임시 임명으로 준장 계급으로 항공근무대 부수석 참모가 되었다 (메노허도 마찬가지였다). 1920년 7월 30일, 그는 항공근무대 영구 대령으로 전보 및 진급했으며, 계급 효력 발생일은 7월 1일로, 모든 항공근무대 장교 중 최선임자가 되었다. 1921년 3월 4일, 미첼은 새로운 워런 G. 하딩 대통령에 의해 상원의 동의를 얻어 항공근무대 부수석 참모로 임명되었다. 4월 27일, 미첼은 1920년 7월 2일로 소급하여 준장으로 재임명되었다.
미첼은 제1차 세계 대전이 모든 전쟁을 끝낼 전쟁이 될 것이라는 일반적인 믿음을 공유하지 않았다. "미래의 전쟁에서 보편적 정복을 야심차게 노리는 국가가 비행에 성공한다면," 그는 말했다, "과거에 한 대륙을 통제했던 것보다 더 쉽게 전 세계를 통제할 수 있을 것이다."
그는 가까운 미래, 아마도 10년 이내에 공중 전력이 전쟁의 주요 세력이 될 것이며, 육군과 해군과 동등한 독립적인 공군으로 완전히 통합되어야 한다는 열렬한 믿음을 가지고 유럽에서 돌아왔다. 그는 육군이나 해군과 분리된 공군을 포함하는 항공부 창설을 제안하는 다수의 의회 법안에서 격려를 받았다. 주로 1919년 초에 육군 위원회의 조사 결과를 반박하고 독립 공군을 옹호했던 베네딕트 크로웰 육군 차관의 지휘 아래 유럽으로 파견된 사실 조사 위원회의 권고에 영향을 받아 인디애나주 해리 뉴 상원의원과 캘리포니아주 하원의원 찰스 F. 커리가 동시에 도입한 법안이었다.

### 해군과의 마찰
미첼은 해상 위협으로부터 국가를 방어하기 위해서는 부유 기지의 사용이 필요하다고 믿었지만, 해군 작전 참모인 윌리엄 S. 벤슨 제독은 1919년 초에 해군 항공대를 조직에서 해체시켰는데, 이 결정은 나중에 프랭클린 D. 루스벨트 해군 차관에 의해 번복되었다. 그러나 해군 고위 해군 항공대원들은 "통합" 독립 공군의 육상 기반 항공대원들이 지상군 지휘관들이 항공 전력의 능력과 잠재력을 이해하는 것보다 해상 기반 항공의 요구 사항을 더 이해하지 못할 것이라고 우려했으며, 미첼과의 어떠한 동맹도 강력히 반대했다.
해군의 민간 지도부도 다른 이유로 동등하게 반대했다. 4월 3일, 미첼은 루스벨트와 제독 위원회를 만나 항공에 대해 논의했고, 미첼은 수상 함대의 노후화가 심해지고 있기 때문에 해군 항공 개발을 촉구했다. 미첼은 항공근무대가 전함을 침몰시키는 데 필요한 모든 폭탄을 개발할 수 있으며, 육해공 구성 요소의 국방 조직이 필수적이고 불가피하다는 그의 확신은 차가운 적대감으로 받아들여졌다. 미첼은 자신의 아이디어가 루스벨트에 의해 "해로운" 것으로 공개적으로 비난받는 것을 발견했다. 그는 10년 이내에 전략적 공중 폭격이 미국에 위협이 되고, 항공근무대가 해군 대신 국가 방위의 최전선이 될 것이라고 확신하여, 항공기가 함선을 침몰시킬 수 있음을 증명하여 자신의 입장을 강화하기 시작했다.
그는 육군부와 해군부가 항공 전력에 대해 충분히 선견지명이 없다고 비판하기 시작하면서 상관들과의 관계가 계속 나빠졌다. 그는 폭탄 조준경, 겨울 작전을 위한 썰매 주자 착륙 장치, 엔진 슈퍼차저, 항공 어뢰를 포함한 여러 항공기 혁신 개발을 옹호했다. 그는 산불과 국경 순찰에 항공기를 사용하도록 지시했다. 또한 대륙 횡단 항공 경주와 미국 주변 비행을 장려했다. 그는 또한 육군 조종사들이 속도, 내구성 및 고도에서 항공 기록을 깨도록 격려했다. 요컨대, 그는 항공기 사용을 더 발전시키고 항공을 뉴스에 계속 나오게 할 수 있는 모든 것을 장려했다.

## 프로젝트 B: 대함 폭격 시연
1921년 2월, 항공 폭격에 의한 선박 파괴 이론을 시험하기를 열망하는 미첼의 주장으로 뉴턴 베이커 미국 전쟁부 장관과 조지퍼스 대니얼스 미국 해군부 장관은 그 해 여름에 과잉 또는 나포된 선박을 표적으로 사용할 수 있는 일련의 육군-해군 합동 훈련인 프로젝트 B에 동의했다.

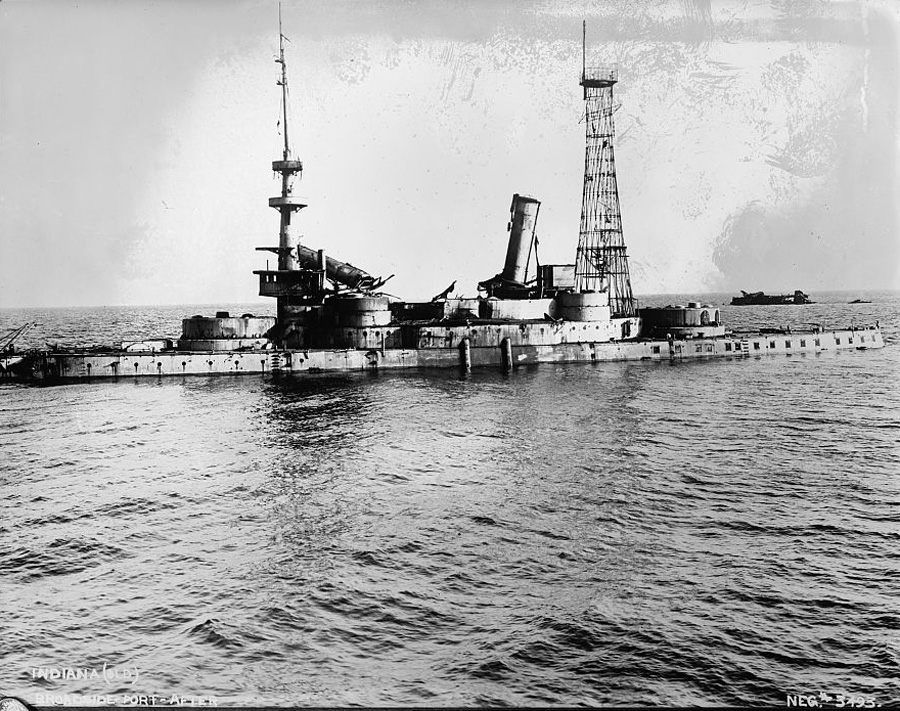
체서피크만의 얕은 바다에 침몰한 인디애나호의 잔해. 배경에는 샌마르코스의 잔해가 보인다.

미첼은 드레드노트 건조가 군사 항공에서 귀중한 국방 예산을 빼앗고 있다고 우려했다. 그는 대함 항공기 부대가 해안포와 해군 함정의 조합보다 더 경제적으로 해안선을 방어할 수 있다고 확신했다. 천 대의 폭격기는 전함 한 대와 같은 비용으로 건조될 수 있으며, 그 전함을 침몰시킬 수 있었다. 미첼은 "전시 상황"에서 함선을 침몰시킬 수 있다고 주장하며 해군을 격분시켰고, 나포된 독일 전함을 폭격할 수 있도록 허락한다면 그것을 증명할 수 있다고 자랑했다.
해군은 자체 시험 결과가 유출된 후 마지못해 시연에 동의했다. 미첼에 맞서기 위해 해군은 1920년 11월 1일 버지니아 탕헤르 섬 근처에서 노후한 전함 인디애나를 자체 비행기를 이용해 침몰시켰다. 대니얼스는 윌리엄 D. 리하이 대령이 작성한 결과 보고서를 공개하여 미첼을 침묵시키려 했다. 보고서는 "전체 실험은 현대 전함이 공중 폭탄에 의해 파괴되거나 완전히 무력화될 가능성이 없다는 점을 지적한다"고 명시했다. 뉴-욕 트리뷴이 해군의 "시험"이 더미 모래 폭탄으로 이루어졌고 함선은 실제로 함선에 설치된 고폭탄으로 침몰했다는 사실을 폭로하자, 의회는 새로운 시험을 촉구하는 두 가지 결의안을 제출했고 해군은 궁지에 몰렸다.
새로운 테스트 준비에서, 모든 데이터가 분석될 때까지 뉴스 보도를 금지하고 오직 공식 뉴스 보고서만 공개하기로 되어 있었다. 미첼은 해군이 결과를 덮어버릴 것이라고 느꼈다. 항공대 사령관은 테스트 시작 일주일 전에 미첼을 해임하려고 시도했는데, 미첼의 비판에 대한 해군의 불만에 반응한 것이었지만, 새로운 육군 장관 존 W. 윅스는 미첼이 대중과 언론의 광범위한 지지를 받고 있다는 사실이 명백해지자 물러섰다.

### 제1임시항공여단
1921년 5월 1일, 미첼은 랭글리 필드에서 항공근무대 소속 6개 비행대대를 활용하여 125대의 항공기와 1,000명의 인원으로 구성된 제1임시항공여단을 햄프턴, 버지니아에 집결시켰다.
- 항공근무대 현장 장교 학교, 랭글리 필드, 버지니아, (SE-5 전투기)
  - 제50 비행대대 (관측)
  - 제88 비행대대
- 제2 폭격단 (이후 제2 폭격단), 켈리 필드, 텍사스 (SE-5 전투기, 마틴 NBS-1, 핸들리-페이지 O/400, 카프로니 CA-5 폭격기)
  - 제49 비행대대 (폭격)
  - 제96 비행대대 (폭격)
- 제7 관측단 (제2 군단 구역), (현재 제7 작전단), 미첼 필드, 뉴욕 (DH-4 및 더글러스 O-2 관측기)
  - 제1 비행대대 (관측)
  - 제5 비행대대 (관측)

미첼은 애버딘 시험장에서 폭탄, 신관 및 기타 장비를 시험한 후 5월 27일 지휘를 맡아 대함 폭격 기술 훈련을 시작했다. 알렉산더 세베르스키는 제1차 세계 대전에서 독일 함선을 폭격했던 러시아 베테랑 조종사로, 이 노력에 동참하여 폭격기들이 함선 근처를 겨냥하여 수중 폭발로 인한 수압으로 선체판이 찌그러지고 분리되도록 제안했다. 알프레드 윌킨슨 존슨 대위, 미국 대서양 함대 해군 항공 사령관과 USS 쇼뮤트 함상에서 추가 논의를 통해 근접 미사일이 직격보다 더 많은 피해를 입힐 수 있음이 확인되었다. 근접 미사일은 선체에 수중 충격 효과를 일으켰다.

### 교전 수칙

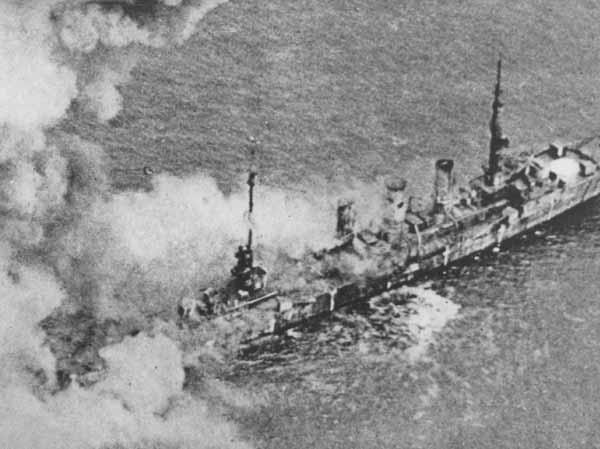
폭격 시험 중 불타는 프랑크푸르트호

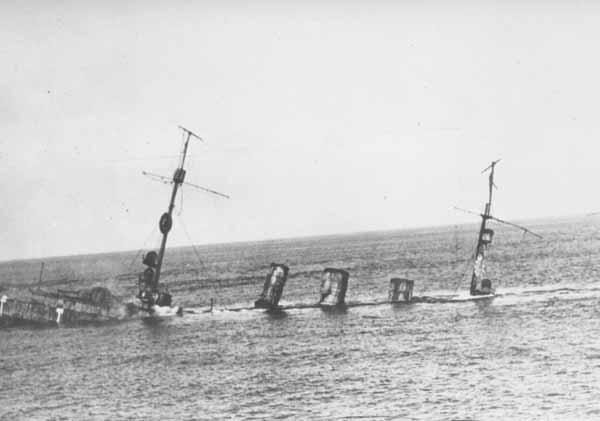
프랑크푸르트호 침몰

해군과 항공근무대는 시험 목적에 대해 서로 다른 입장이었다. 퍼싱 장군의 지지를 받은 해군은 표적의 생존성을 높이는 규칙과 조건을 설정하며, 시험의 목적이 함선이 얼마나 많은 피해를 견딜 수 있는지 파악하는 것이라고 명시했다. 함선은 최소 100 파톰 (항해 장애물이 되지 않도록) 깊이의 물에 가라앉아야 했고, 해군은 두 개의 더 가까운 지역 대신 체서피크 만 입구에서 50 mi (80 km) 떨어진 지역을 선택하여 육군 폭격기가 표적 지역에서 효과적으로 활동할 수 있는 시간을 최소화했다. 항공기는 항공 어뢰 사용이 금지되었고, 가장 무거운 폭탄으로 전함에 두 번만 명중시킬 수 있었으며, 명중 사이에 피해 평가 팀이 승선할 수 있도록 중단해야 했다. 소형 함선은 600파운드 이상의 폭탄에 맞을 수 없었으며, 공격 중단도 동일하게 적용되었다.
미첼은 6월 21일, 7월 13일, 7월 18일 시험에서 해군의 제한을 준수했으며, 해군 항공기와 협력하여 전 독일 구축함 G-102와 전 독일 경순양함 프랑크푸르트를 성공적으로 침몰시켰다. 이 시연들 각각에서 함선들은 먼저 SE-5 전투기에 의해 25파운드 대인 폭탄으로 함선 갑판을 기총소사하고 폭격하여 대공포 사격을 제압하는 것을 시뮬레이션한 후, 고폭 파괴 폭탄을 사용하는 마틴 NBS-1 (마틴 MB-2) 쌍발 폭격기의 공격을 받았다. 미첼은 그의 DH-4 항공기(별명 오스프리)의 조종석에서 공격을 관찰했다.

### 오스트프리슬란트호 침몰

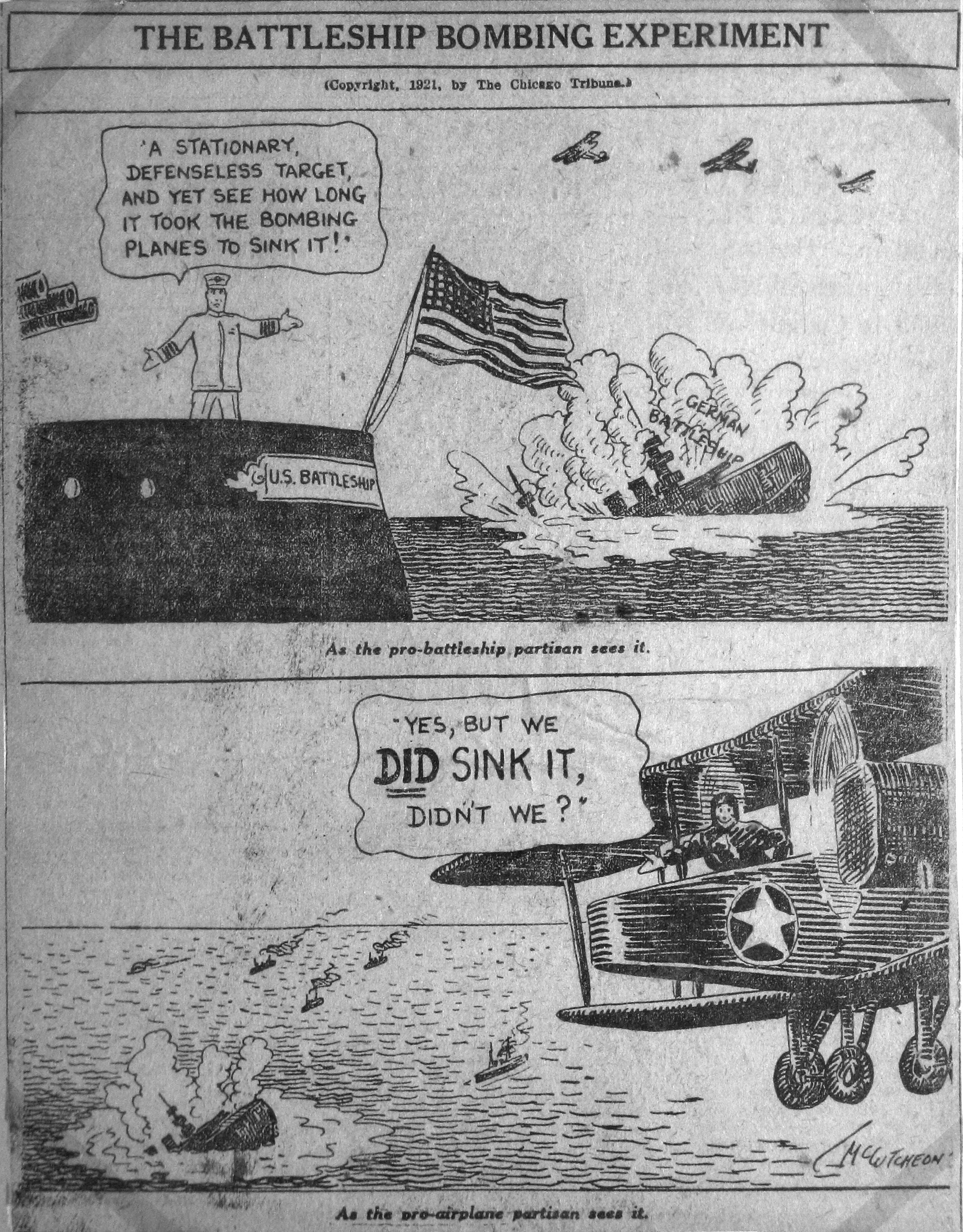
1921년 시카고 트리뷴에 실린 만화

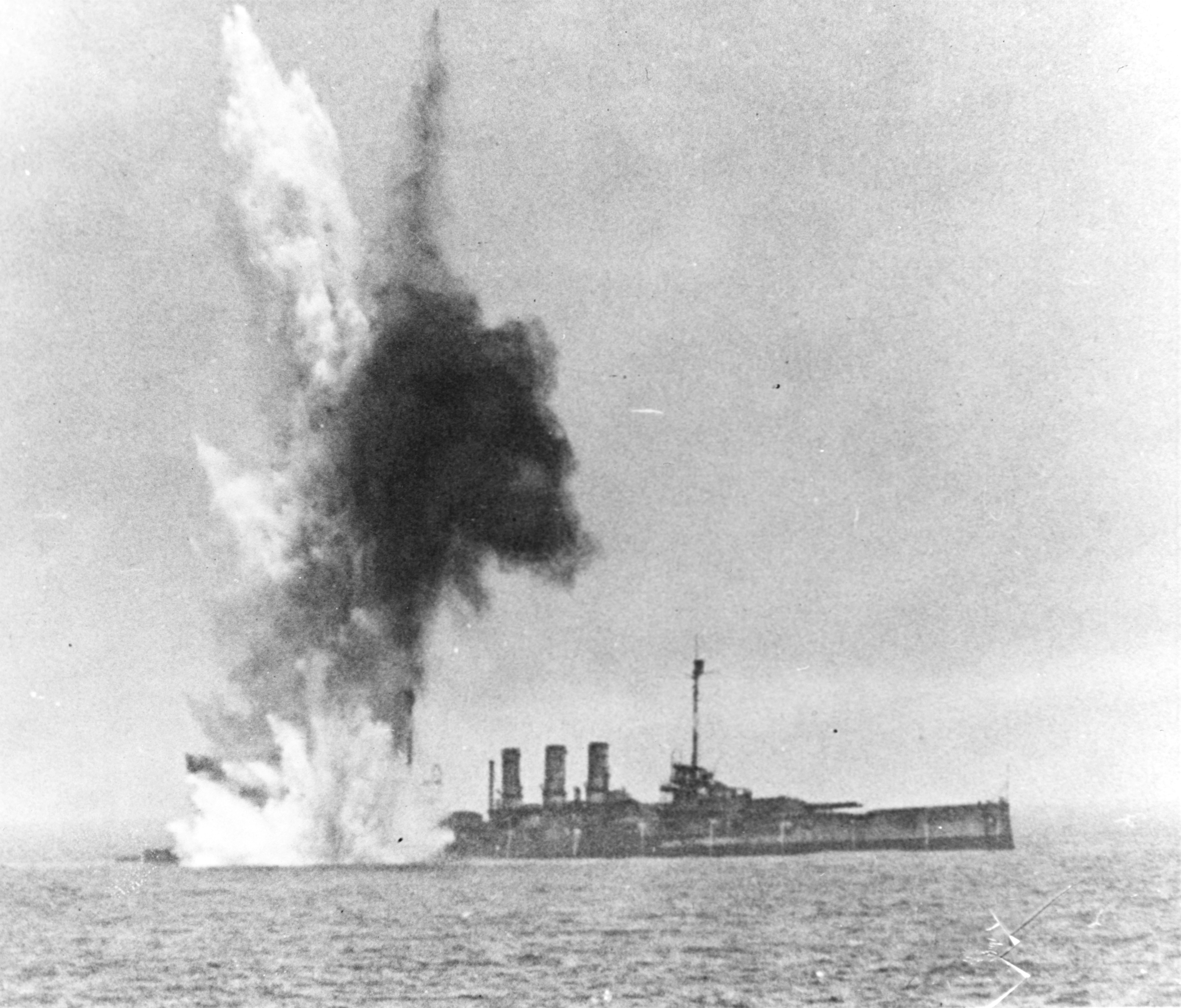
2,000 lb 폭탄의 "근접 오폭"으로 오스트프리슬란트호의 선미 선체판이 심하게 손상되었다.

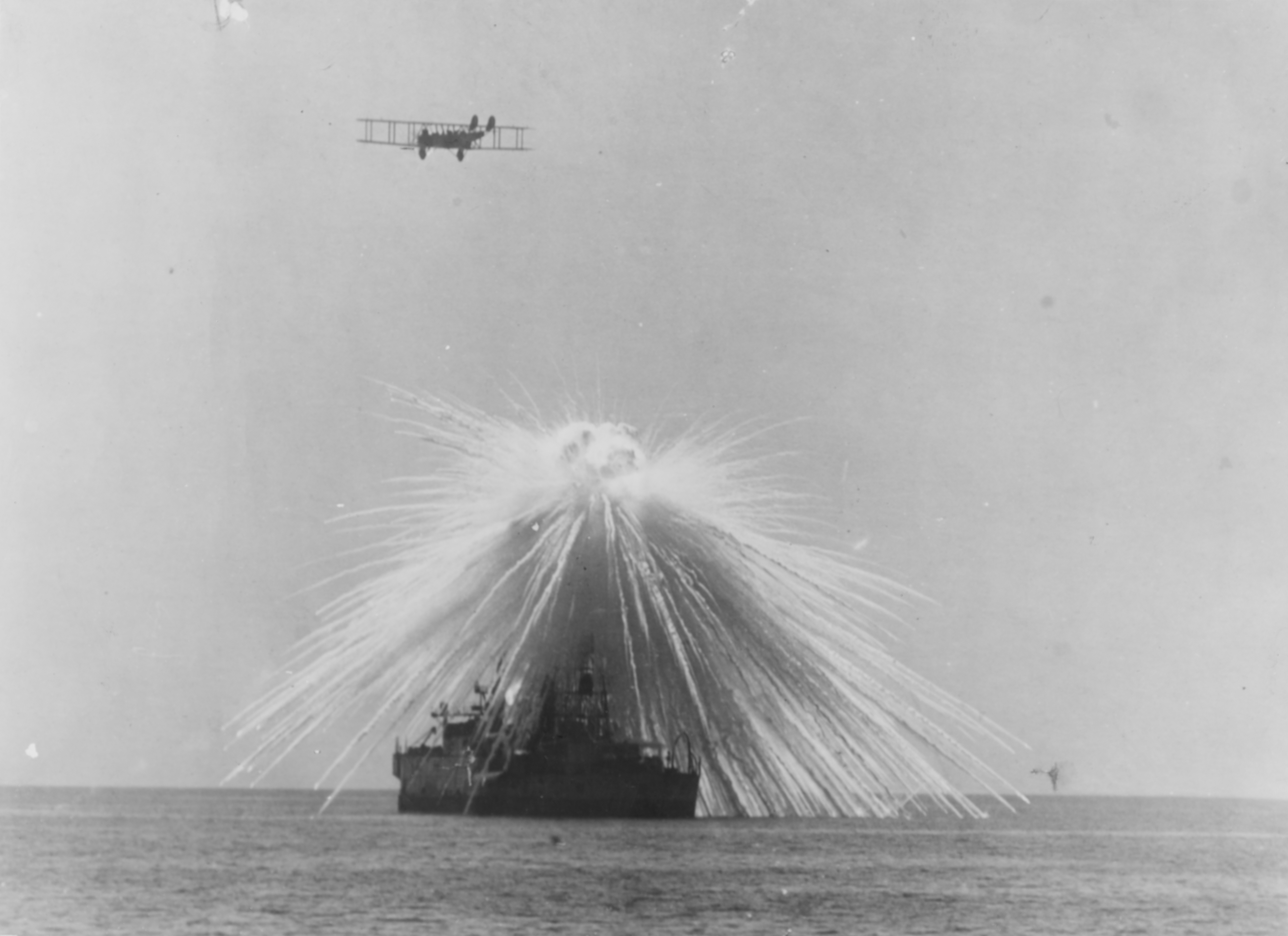
1921년 9월 폭격 시험에서 NBS-1이 투하한 백린탄에 맞은

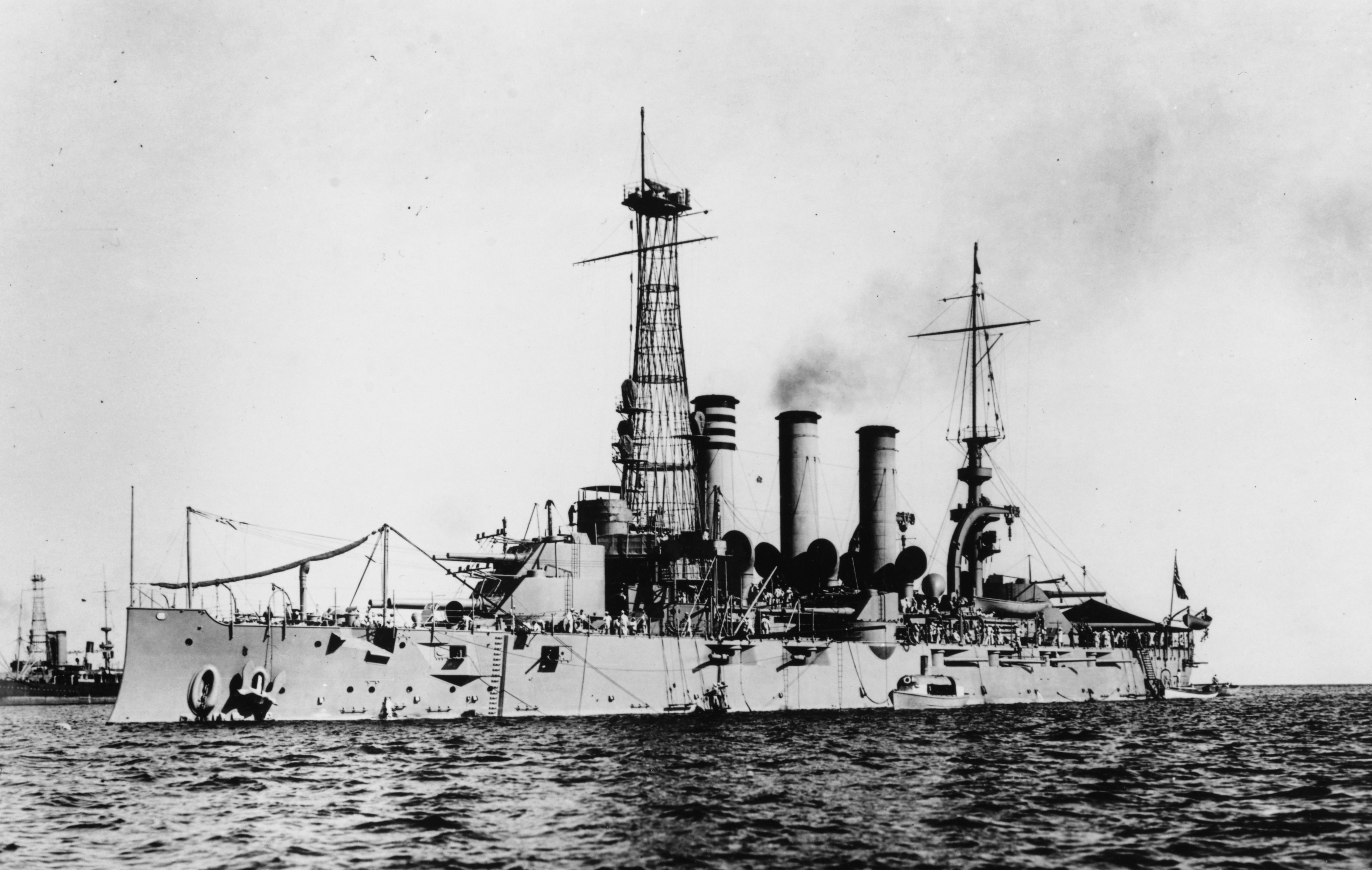

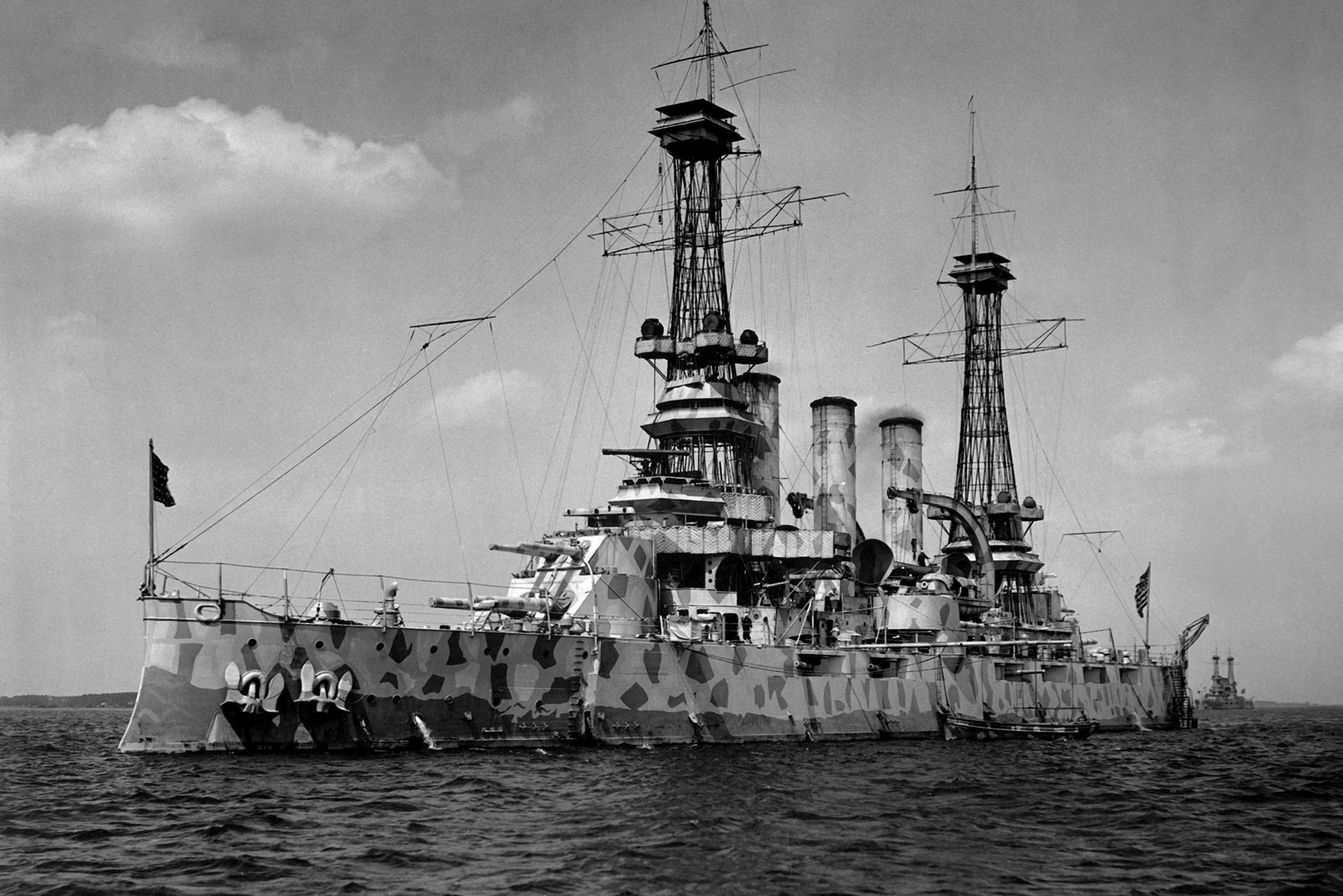
1918년

1921년 7월 20일, 해군은 제1차 세계 대전 당시 독일 전함 오스트프리슬란트를 끌어냈다. 예정된 날, 해군, 해병대, 육군 항공기의 230, 550, 그리고600 lb (100, 250, 그리고270 kg) 폭탄 공격으로 오스트프리슬란트호는 선미가 3피트 가라앉고 좌현으로 5도 기울어졌다. 물이 들어오고 있었다. 추가 폭격은 하루 연기되었는데, 해군은 거친 바다로 인해 관측단이 승선할 수 없었기 때문이라고 주장했지만, 항공근무대는 육군 폭격기가 접근했을 때 공격하지 말라는 명령을 받았다고 반박했다. 미첼의 폭격기들은 47분 동안 선회해야 했고, 그 결과 폭탄의 절반만 투하했으며, 대형 폭탄은 하나도 투하하지 못했다.
7월 21일 오전, 엄격하게 조정된 공격 일정에 따라 제1대위 클레이튼 비셀이 이끄는 5대의 마틴 NBS-1 폭격기가 각각 1,100 lb (500 kg) 폭탄 하나를 투하하여 3번의 직격탄을 맞혔다. 해군은 육군 폭격기에 9개의 폭탄이 남아 있었음에도 불구하고 피해를 평가하기 위해 더 이상의 투하를 중단했다. 정오 무렵, 오스트프리슬란트호는 선미가 2피트 더 가라앉고 선수도 1피트 가라앉았다.
이 시점에서 월터 R. 로슨 대위가 이끄는 폭격기 편대가 파견되었다. 이 편대는 2대의 핸들리-페이지 O/400과 6대의 마틴 NBS-1 폭격기로 구성되었으며, 2,000 lb (910 kg) 폭탄을 탑재하고 있었다. 핸들리 페이지 한 대는 기계적인 이유로 빠졌지만, NBS-1들은 12시 18분부터 12시 31분 사이에 6개의 폭탄을 빠르게 연속적으로 투하했다. 폭탄 조준점은 함선 근처의 물이었다. 미첼은 로슨의 공격을 이렇게 묘사했다. "4발의 폭탄이 오스트프리슬란트호 바로 옆에 잇달아 명중했다. 우리는 수중의 엄청난 충격으로 배가 8에서 10피트 정도 떠오르는 것을 볼 수 있었다. 네 번째 발에 내 비행기 뒷좌석에 앉아 있던 스트리트 대위는 일어서서 두 팔을 흔들며 '침몰한다!'고 외쳤다." 직접적인 명중은 없었지만, 폭탄 중 적어도 세 발은 선체 판을 찢고 함선을 전복시킬 정도로 충분히 가까이 떨어졌다. 함선은 첫 폭탄 투하 후 22분 만인 12시 40분에 침몰했고, 핸들리 페이지가 침몰하는 함선에서 솟아나는 거품 위로 일곱 번째 폭탄을 투하했다. 근처에서 여러 외국 및 국내 관료들이 USS 헨더슨에 탑승하여 관찰하고 있었다.
미첼은 "전시 상황"을 강조했지만, 시험은 정적 상태에서 이루어졌으며 오스트프리슬란트호의 침몰은 퍼싱 장군이 동의한 규칙을 위반하여 달성되었다. 이 규칙은 해군 기술자들이 소형 탄약의 효과를 검사할 수 있도록 허용했을 것이다. 오스트프리슬란트호 난파선에 대한 해군 연구에 따르면, 그녀는 폭탄으로 인한 상부 피해가 거의 없었고, 함선에 탑승한 신속한 손상 통제 팀이 막을 수 있었을 점진적인 침수로 침몰했다. 미첼은 자신의 홍보 목적으로 이 침몰을 이용했지만, 그의 결과는 육군과 해군의 관계를 원활하게 하기를 바랐던 존 J. 퍼싱 미육군장군에 의해 대중적으로 축소되었다. 이 시험의 효능은 오늘날까지도 논쟁의 여지가 있다.
그럼에도 불구하고, 이 실험은 당시 매우 영향력이 컸으며, 추가 공군 개발을 위한 예산 재편성을 야기하고 해군이 해군 항공력의 가능성을 더 면밀히 검토하도록 강요했다.
인위적인 훈련에서 폭격기들이 누린 이점에도 불구하고, 미첼의 보고서는 다음과 같은 점들을 강조했는데, 이는 나중에 전쟁에서 매우 중요한 영향을 미쳤다.
가장 현대적인 전함을 포함한 모든 종류의 해상 선박은 항공기에서 투하된 폭탄에 의해 쉽게 파괴될 수 있으며, 더욱이 가장 효과적인 파괴 수단은 폭탄이다. [그들은] 충분한 폭격기—즉, 적절한 공군—가 주어진다면 항공기는 적의 침략에 대한 우리 나라의 확실한 방어 수단임을 의심할 여지 없이 입증했다.

전함 침몰은 논란의 여지가 없는 사실이었고, 미첼은 1921년 9월 미국의 전노급 전함 앨라배마와 1923년 9월 버지니아 및 뉴저지를 대상으로 유사한 결과를 얻은 시험에서 이 성과를 두 번 더 재현했다. 이 두 함선은 최루탄 공격을 받았고 특별히 설계된 4,300 lb (2,000 kg) 파괴 폭탄에 맞았다.

### 폭격 시험 이후

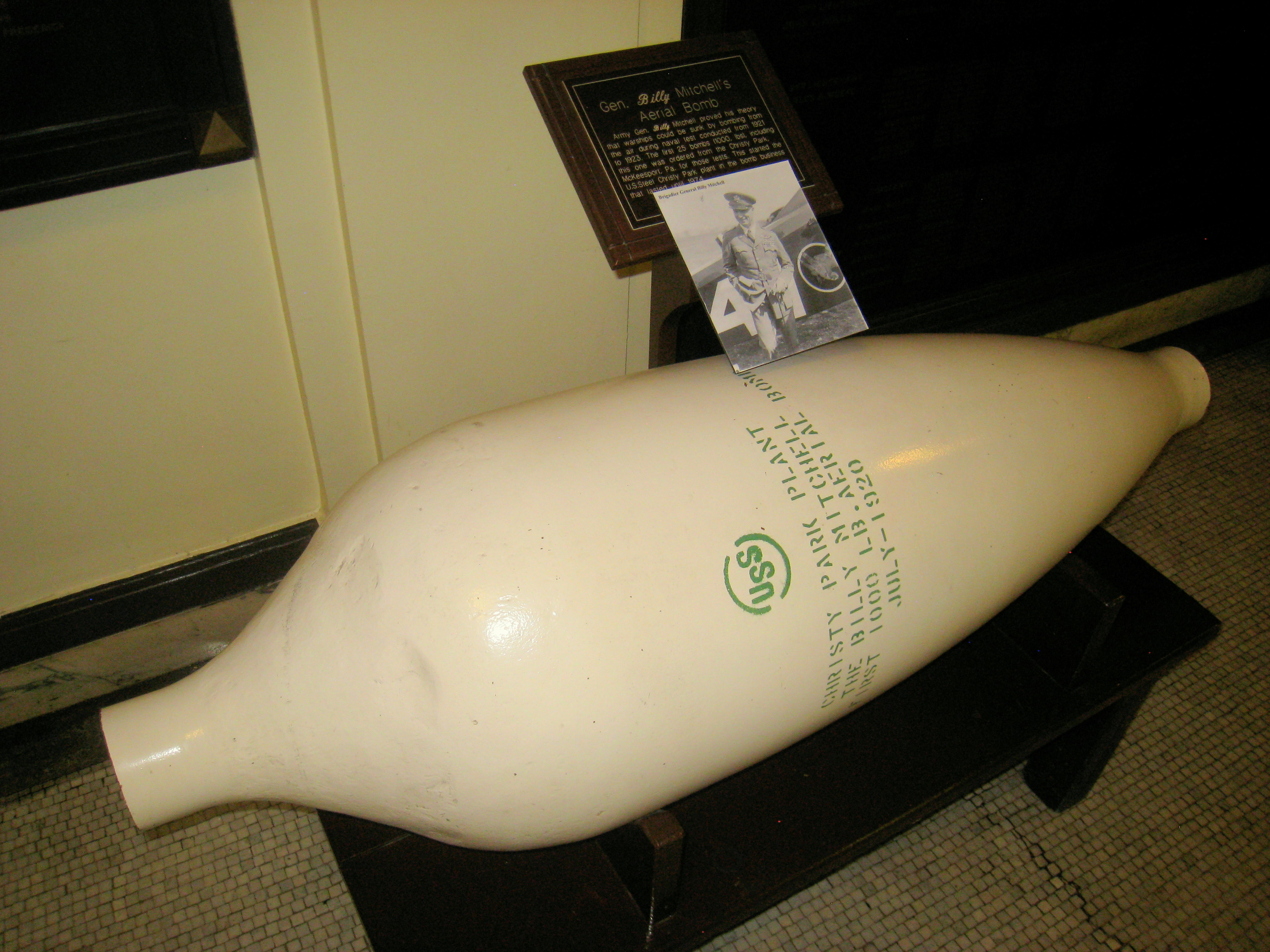
1920년 7월 빌리 미첼의 첫 1000파운드 공중 폭탄을 기념하는 스텐실 표지판 "USS (United States Steel Corporation) 및 Christy Park Plant"가 2010년 8월 24일 피츠버그의 병사 및 선원 국립군사박물관 및 기념관에 전시되어 있다.

폭격 시험은 몇 가지 즉각적이고 격렬한 결과를 낳았다. 하딩 대통령이 7월 10일 다른 해군 강대국들을 워싱턴으로 초청하여 해군 군비 제한 회의를 개최하겠다고 발표한 직후, 해군의 약점을 시연한 것처럼 보이는 것에 해군과 하딩 대통령은 거의 즉시 분개했다. 윌리엄 보라 상원의원과 같은 의회의 군축 지지자들이 전함의 시대착오성을 주장하는 발언을 하면서 공식적인 불안감이 고조되었다. 양측은 공동 위원회와 퍼싱 장군의 보고서로 미첼의 주장을 일축하고 그의 보고서를 억압하여 결과를 무마하려 했으나, 보고서는 언론에 유출되었다.
9월, 찰스 T. 메노허 장군은 폭격 시험이 계속되면서 미첼과의 대결을 강요했다. 메노허는 윅스 장관과 맞서서 미첼을 항공대 부참모장에서 해임하든지 아니면 자신이 사임하든지 둘 중 하나를 요구했다. 10월 4일, 윅스는 메노허가 "개인적인 이유"로 사임하고 지상군으로 돌아가도록 허락했다. 미첼의 상호 사임 제안은 거부되었다.
메이슨 패트릭 소장은 퍼싱에 의해 다시 항공근무대의 혼란을 정리하도록 선택되어 10월 5일 새로운 사령관이 되었다. 패트릭은 미첼에게 그의 전문 지식을 자문으로 받아들이겠지만, 모든 결정은 자신이 내릴 것임을 분명히 했다. 미첼이 해군 군비 제한 회의 시작 시 윌리엄 A. 모펫 해군 소장과 사소하지만 당황스러운 의전상의 불화를 겪자, 패트릭은 그를 알프레드 V. 버빌 및 클레이턴 비셀 중위와 함께 유럽 시찰 여행에 배정하여 1921-22년 겨울 회의 기간 동안 그곳에 머물게 했다.

## 웨스트버지니아
미첼은 하딩 대통령에 의해 웨스트버지니아주로 파견되어 메이트완 학살 이후 연합 광산 노동자 조합, 스톤 마운틴 석탄 회사, 볼드윈-펠츠 탐정 기관 및 기타 단체들 간에 벌어진 전쟁을 중단시키도록 했다. 석탄 회사 요원들에 의해 메이트완 경찰서장 시드 햇필드가 매복 살해당한 것에 분노한 광부들은 밍고 및 로건 카운티로 행진하여 1921년 8월 25일부터 9월 2일까지 블레어 산 전투를 벌였다. 8월 26일, 미첼은 메릴랜드에서 찰스턴 (웨스트버지니아주)으로 육군 폭격기를 지휘했다. 미첼은 언론에 육군 폭격기만으로도 광부들에게 최루탄을 투하함으로써 "밍고 전쟁"을 끝낼 수 있다고 말했다. 돈 채핀 보안관이 이끄는 3,000명의 사설 군대는 석탄 회사 협회의 자금 지원을 받아 총격전을 벌였고, 사설 비행기를 사용하여 다이너마이트 폭약과 제1차 세계 대전 잉여 가스 및 폭발성 폭탄을 약 13,000명의 광부들에게 투하했다. 어느 쪽도 하딩 대통령의 8월 30일 적대 행위 중단 선언에 응답하지 않았다. 이 시민 소요의 마지막 날, 미첼의 폭격기들은 여러 정찰 임무를 수행했지만 전투에 참여하지는 않았다. 한 폭격기는 귀환 비행 중 추락하여 3명의 승무원이 사망했다. 9월 3일, 2,000명의 육군 병력에 둘러싸인 채핀의 병력은 해산되었고 대부분의 광부들은 집으로 돌아갔지만 일부는 육군에 항복했다. 나중에 미첼은 "밍고 전쟁"을 시민 소요에서 공중 전력의 잠재력의 예로 인용했다.

## 항공력 촉진
지상군이나 해군이 전쟁에서 국가 운명의 결정자가 되는 시대는 지났다. 적에 대한 방어력과 주도권은 공중으로 넘어갔다. – 1918년 11월

1922년, 패트릭 장군을 위해 유럽에 있던 미첼은 이탈리아 공군 이론가 줄리오 두헤를 만났고, 곧 두헤의 『제공권』의 발췌 번역본이 항공근무대에 유포되기 시작했다. 1924년, 패트릭 장군은 다시 그를 하와이와 아시아로 시찰 여행을 보냈다. 이는 그를 언론의 헤드라인에서 멀리 떨어뜨리기 위함이었다. 미첼은 일본과의 미래 전쟁, 특히 진주만 공격을 예측하는 324페이지짜리 보고서를 가지고 돌아왔다. 주목할 점은 미첼이 하와이 제도 공격에 대한 항공모함의 가치를 평가절하했는데, 이는 항공모함이 공해에서 효과적으로 작전하거나 "집중적인 작전을 보장할 만큼 충분한 항공기를 한 번에 출격시킬" 수 없기 때문에 거의 실용적인 쓸모가 없다고 믿었기 때문이다. 대신 미첼은 하와이 제도에 대한 기습 공격은 태평양의 섬에서 작전하는 육상 기반 항공기에 의해 수행될 것이라고 믿었다. 1925년에 『날개 달린 방어(Winged Defense)』라는 제목의 책으로 출판된 그의 보고서는 항공력에 대한 투자의 더 넓은 이점을 예언했으며, 이는 당시와 미래 모두에 "세계 발전에 지배적인 요소"가 될 것이며, 국가 방위와 경제적 이점 모두에 기여할 것이라고 믿었다. 『날개 달린 방어』는 1925년 8월부터 1926년 1월까지, 군사재판이 보도되던 몇 달 동안 단 4,500부만 판매되었으므로 미첼은 광범위한 독자층에 도달하지 못했다.

### 마찰과 강등
미첼은 육군 내에서, 특히 미국 하원의 램퍼트 위원회에 출석하여 육군 및 해군 지도부를 날카롭게 비난하면서 상관들과 어려움을 겪었다. 전쟁부는 항공근무대의 현대화 및 확장을 위한 "총사령부 공군" 설립 제안을 지지했으며, 해군과의 항공 예산 공유를 통해 자금을 조달할 계획이었으나, 해군이 거부하자 계획을 보류하여 미첼을 격분시켰다.
1925년 3월, 미첼의 항공근무대 부수석 참모 임기가 만료되자 그는 영구 계급인 대령으로 복귀하여 샌안토니오, 텍사스주로 전보되어 제8군단 지역의 공군 장교가 되었다. 이러한 강등은 동원 해제 시 드문 일이 아니었지만 (패트릭 자신도 1919년 육군 공병대로 돌아오면서 소장에서 대령으로 강등되었다), 이러한 조치는 미첼이 임기 만료 시 부수석 참모로 남기를 청원했고, 정치적 영향력이 없는 상대적으로 중요하지 않은 육군 기지로의 전보는 존 윅스 육군 장관이 지시했기 때문에 일반적으로 처벌과 추방으로 간주되었다.

## 군사법원

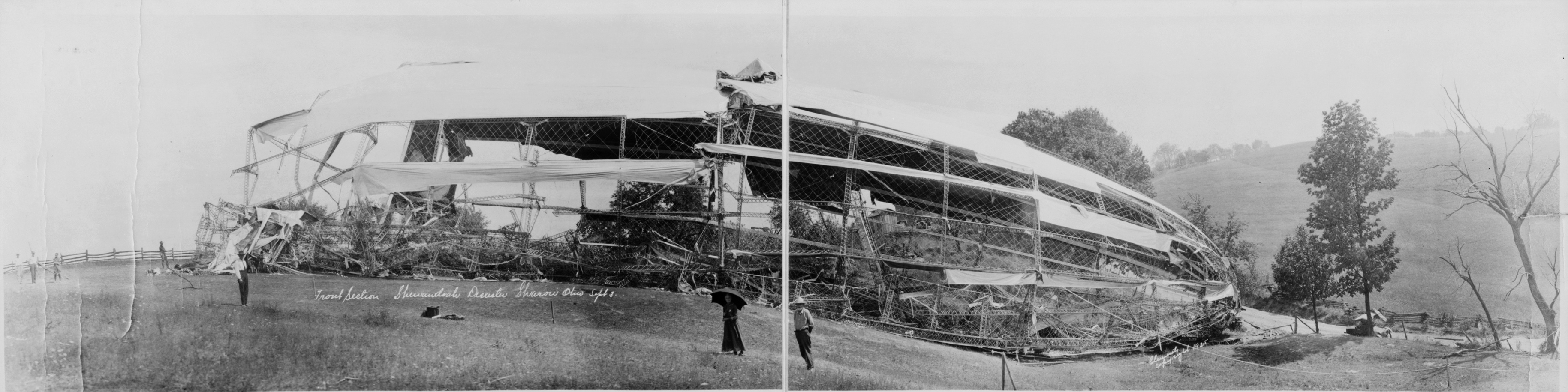
USS 셰넌도어 잔해의 앞부분

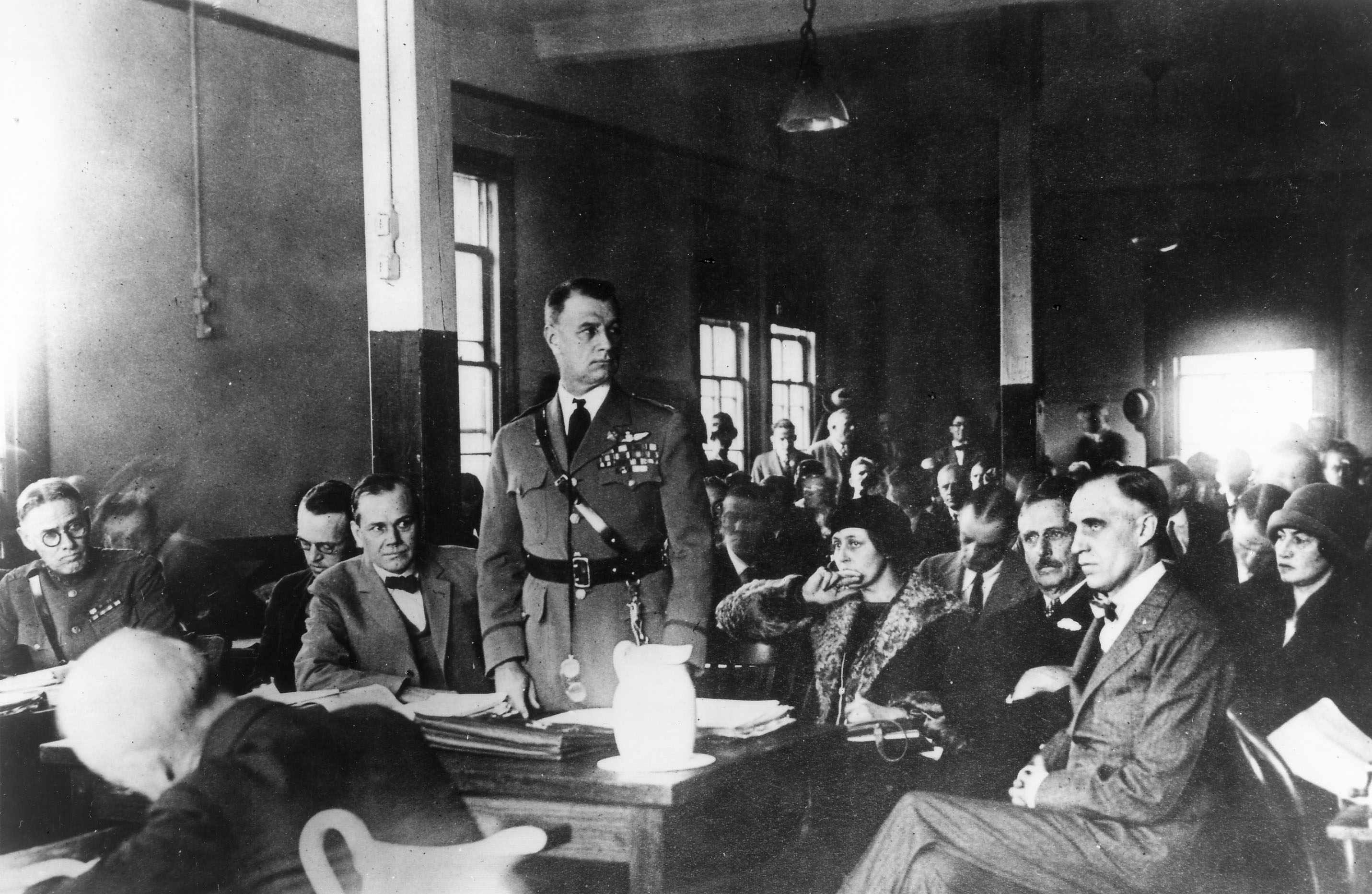
1925년 미첼의 군사법정 장면. 이 장면은 1955년 영화 빌리 미첼의 군사재판을 위해 재현되었다. 미첼은 항공근무대가 수년간 캠페인을 벌였던 "접힌 칼라" 군복을 입고 있다. 검사인 앨런 W. 걸리온은 높은 "표준 군용" 칼라를 입고 있다.

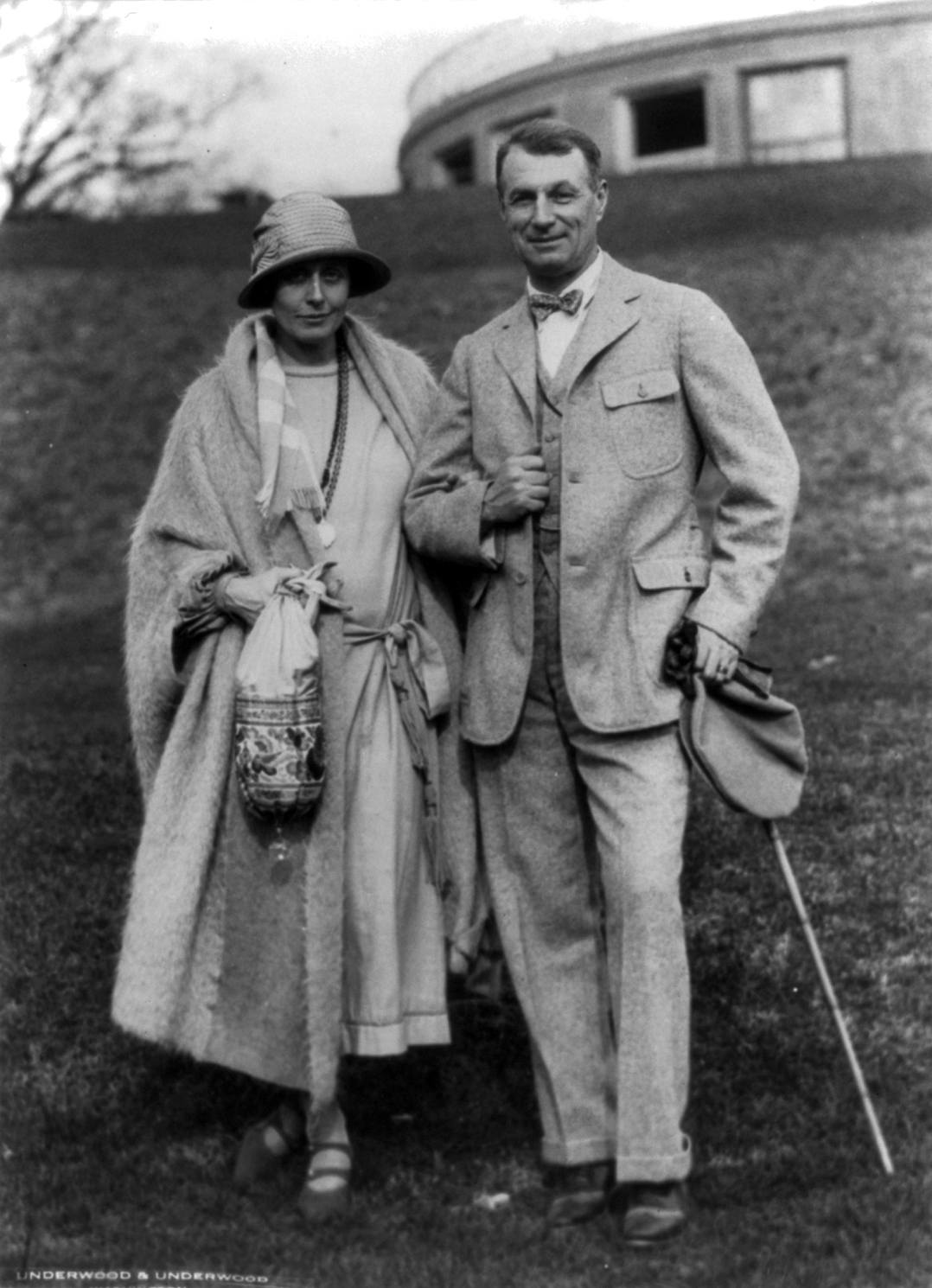
미첼과 그의 아내 엘리자베스, 1925년

1925년 9월 5일, 미첼은 자신이 군법회의에 회부되게 한 성명을 발표했다. 그는 이 성명에서 육군과 해군의 고위 지도자들이 무능하고 "국방 행정이 거의 반역에 가깝다"고 비난했다. 샌안토니오 사무실에서 발표된 이 언론 성명은 해군 최초의 헬륨 충전 경식비행선, USS 셰넌도어가 폭풍에 추락하여 승무원 14명이 사망하고, 서해안에서 하와이로 가는 비행 중 세 대의 수상기를 잃은 지 이틀 후에 나왔다. 미첼은 육군과 해군의 고위 지도자들이 무능하고 "국방 행정이 거의 반역에 가깝다"고 비난하는 성명을 발표했다. 1925년 10월, 캘빈 쿨리지 대통령의 직접 명령에 따라 8개 조항의 혐의가 미첼에게 제기되었다. 이는 미첼의 수석 변호인인 프랭크 R. 리드 하원의원이 언론의 자유를 침해하는 위헌이라고 선언한 전시 96조 위반 혐의였다. 군법회의는 11월 초에 시작되어 7주 동안 진행되었다.
13명의 판사 중 최연소는 더글러스 맥아더 소장으로, 그는 나중에 미첼의 군사법원에 참여하라는 명령을 "내가 받은 가장 불쾌한 명령 중 하나"라고 묘사했다. 13명의 판사 중 (찰스 펠럿 서머올, 윌리엄 S. 그레이브스, 로버트 L. 하우즈, 맥아더, 벤자민 A. 푸어, 프레드 W. 슬레이든, 유잉 E. 부스, 알버트 J. 볼리, 조지 어윈, 에드워드 K. 킹, 프랭크 R. 매코이, 에드윈 B. 위난스, 블랜턴 윈쉽) 아무도 항공 경험이 없었으며, 세 명(법원장이었던 서머올, 슬레이든, 볼리)은 편견으로 인해 변호인 측의 이의 제기로 해임되었다. 그 후 사건은 로버트 리 하우즈 소장이 주재했다. 미첼을 위해 증언한 사람들 중에는 에디 리켄배커, 햅 아놀드, 칼 스파츠, 아이라 이커, 로버트 올즈, 토마스 조지 램피어 시니어 그리고 피오렐로 라과디아가 있었다. 재판은 상당한 관심을 끌었으며, 여론은 미첼을 지지했다. 수석 검사는 앨런 W. 걸리온 소령, 조지프 L. 맥멀런 중위, 셔먼 모어랜드 대령이었다.
비행 관련 장교들이 항공 문제에 대해 무지하다는 미첼의 공개적인 주장은 그가 하와이에서 하와이 부대 작전 참모보좌관(G-3)이었던 레스리 J. 맥네어가 주도한 실험 중에 거짓으로 목격했다고 주장한 사건들에 근거한 것으로 밝혀졌다. 육군이 해안 방어를 위한 최선의 방법에 대한 지속적인 논쟁을 벌이는 동안, 해안 포병 병과와 육군 항공근무대의 지지자들을 참여시키면서, 맥네어의 패널은 해안 방어를 위한 해안 포병과 항공기의 사용을 비교했다. 패널은 적 함선과 항공기를 탐지하고 조명할 수 있는 충분한 청취 및 조명 장비가 제공된다면 해안 포병만으로도 충분하며, 폭격기는 정확도는 떨어지지만 악천후를 포함한 장애물을 극복할 수 있다면 해안에서 더 먼 거리에서 적 함선을 파괴하는 데 더 효과적이라고 결론내렸다. 부대 사령관인 서머올은 자신과 맥네어의 성실성에 대한 미첼의 질문에 너무 분노하여 군사법원의 재판장으로 임명되려고 시도했다. 미첼의 재판 중, 육군의 부관감인 로버트 코트니 데이비스 소장은 서머올과 맥네어에게 증언을 제공하도록 명령했다. 그들은 미첼이 1923년 하와이에 있을 당시 하와이 부대가 일본의 공격으로부터 오아후를 방어할 계획이 없었다는 주장을 반박했다. 그들은 또한 미첼이 하와이에서 항공근무대가 자원 분배에서 공정하게 대우받지 못했다는 주장이 틀렸음을 증명했다. 실제로 서머올은 다른 병과에서 항공근무대로 자금, 장비 및 기타 물품을 재할당했다.
법정은 미첼의 비난의 진실성 여부가 혐의와 무관하다고 판단하고 1925년 12월 17일 그를 "모든 조항과 혐의에 대해 유죄"로 판결했다. 법원은 그에게 5년 동안 무급으로 현역에서 정직을 선고했으며, 쿨리지 대통령은 나중에 이를 반급으로 감형했다. 장군들의 판결문에는 "법원은 피고인의 제1차 세계 대전 중 군사적 기록으로 인해 이렇게 관대하게 판결한다"고 쓰여 있었다. 맥아더(그 자신도 1951년 비슷한 이유로 직무에서 해임되었다)는 나중에 자신이 무죄에 투표했다고 말했으며, 피오렐로 라과디아는 맥아더의 "무죄" 투표 용지가 판사들의 대기실에서 발견되었다고 말했다. 맥아더는 "고위 장교가 계급의 상위자나 받아들여지는 교리와 다르다는 이유로 침묵해서는 안 된다"고 생각했다.
1958년, 미첼의 두 번째 결혼에서 얻은 아들 윌리엄 미첼은 공군 군사 기록 정정 위원회에 아버지의 유죄 판결을 뒤집어 달라고 청원했다. 위원회는 유죄 판결 취소를 권고했지만, 제임스 H. 더글러스 주니어 공군 장관은 미첼의 공군력에 대한 견해가 "입증되었다"는 점은 인정하면서도 미첼의 항명 행위의 "적절성 또는 부적절성"에는 영향을 미치지 않는다는 이유로 거부했다. 더글러스에 따르면, 미첼이 현역에 남아있는 한, 그는 "자신의 복무 책임으로 인해 부과된 결과를 받아들여야 했다"고 한다.

## 말년
미첼은 1926년 2월 1일 사임했으며, 다음 10년 동안 항공력에 대해 글을 쓰고 듣는 모든 사람들에게 설교했다. 그러나 그의 군 복무 이탈은 군사 정책과 여론에 영향을 미칠 수 있는 그의 능력을 급격히 감소시켰다.
미첼은 그의 한때 적수였던 프랭클린 D. 루스벨트의 당선을 항공력에 유리한 것으로 보았고, 1932년 초 그를 만나 국방부에서 군대를 통합하는 자신의 개념에 대해 설명했다. 그의 아이디어는 루스벨트를 사로잡고 흥미를 유발했다. 미첼은 루스벨트 행정부에서 항공 담당 육군 차관이나 심지어 육군 장관으로 임명될 수도 있다고 믿었지만, 두 가지 가능성 모두 실현되지 않았다.

## 개인 생활
미첼은 1903년 12월 2일 첫 번째 아내 캐롤라인 스토더드와 결혼했다. 그들은 해리엇, 엘리자베스, 존 렌드럼 3세라는 세 자녀를 두었다. 결혼 생활은 처음에는 행복했지만, 주로 심한 음주로 인해 그의 행동은 점점 더 불규칙해졌다. 두 사람은 서로를 비난하며 격렬한 이혼을 겪었고, 이는 1922년 9월 22일에 최종 확정되었다. 9월 27일, 밀워키 법정 재판 후 판사는 캐롤라인에게 유리한 판결을 내렸다. 캐롤라인의 변호사와 전기 작가들은 결혼 문제의 원인이 빌리 미첼에게 있었고, 그가 너무 불규칙한 행동을 보여 아내가 그를 정신과 의사에게 보내는 것까지 고려했다고 보고했다. 캐롤라인은 자녀 양육권을 얻었고, 월 400달러의 자녀 양육비를 포함한 위자료를 받았다.
1년 후인 1923년 10월 11일, 미첼은 두 번째 아내 엘리자베스 트럼불 밀러와 결혼했다. 그들은 루시와 윌리엄 주니어라는 두 자녀를 두었다. 1926년, 미첼은 미들버그, 버지니아의 120-에이커 (0.5 km2) 박스우드 농장에 아내 엘리자베스와 함께 집을 마련했으며, 이는 그의 사망 때까지 그의 주 거주지였다.

## 사망
1936년 2월 19일, 미첼은 의사 병원에서 심근 폐색으로 뉴욕에서 사망했다. 그는 1월 28일에 병원에 입원했다. 향년 56세였다.
미첼은 밀워키, 위스콘신의 포레스트 홈 묘지에 묻혔다. 첫 결혼에서 얻은 미첼의 자녀 중 아무도 장례식에 참석하지 않았다. 그의 미망인 엘리자베스는 나중에 버지니아 주지사 해리 F. 버드 시니어의 형이자 탐험가인 리처드 E. 버드의 형제인 토마스 볼링 버드와 결혼했다.
미첼의 아들 존 렌드럼 미첼 3세는 1941년 10월 10일 육군에 입대했다. 제4기갑사단의 중위로 진급하여 뉴욕 파인 캠프(현 포트 드럼)에 주둔 중이던 그는 1942년 10월 27일 혈액 감염으로 사망했다. 그는 알링턴 국립묘지에 묻혔다. 미첼의 외사촌인 캐나다인 조지 크로일은 캐나다 왕립 공군의 자율적인 지위를 확보하여 1938년 첫 공군 참모총장이 되었다.

## 사후 진급 시도
1940년, 미첼을 사후 소장으로 진급시키려는 법안이 의회에 제출되었지만 통과되지 못했다. 비슷한 법안이 1942년에 미첼을 준장으로 진급시키기 위해 초안되었지만, 공군 역사국에 따르면 "이 노력은 국방부와 해군부가 백악관에 권고를 제출하도록 요구하는 정상적인 절차를 따르지 못했다." 대신 상원만 참여하여 공동 결의안을 통과시켰다. 보도에 따르면 "이 접근 방식은 하원의 승인을 요구했지만, 이는 이루어지지 않았다." 그 결과 미첼은 실제로 사후 진급을 받지 못했지만, 많은 사람들은 상원 결의안이 이를 승인했다고 오해했다. 1943년에는 미첼을 준장 및 소장으로 진급시키기 위한 법안이 제출되었으나 통과되지 않았다. 1945년에는 소장 진급을 위한 동일한 법안이 제출되었으나 이 또한 통과되지 않았다. 1947년에도 같은 취지의 법안이 제출되었으나 이 또한 통과되지 않았다.
2004년, 미첼의 사후 진급은 FY2005 국방수권법에서 마침내 승인되었다. Air Force Magazine의 전 편집장에 따르면, "펜타곤이나 백악관 모두 승인 결과 어떤 조치도 취하지 않았다" 이는 미첼이 진급되지 않았음을 의미한다. 이 법안은 미첼의 친척인 찰스 배스 하원의원 (R-N.H.)이 발의했는데, 그의 아버지인 퍼킨스 배스 하원의원 (R-N.H.)도 이전에 미첼의 사후 진급을 위한 법안을 후원한 적이 있다. 보도에 따르면, 이 진급 승인은 USAF로부터 "조용한 지지"를 얻었으며, 이것이 법안이 실행되지 않은 이유일 수 있다. 한 저자는 미첼의 진정한 역사가 그가 열정적인 항공력 옹호자였다는 단순한 이야기보다 더 복잡하다고 썼다. 한 역사학자에 따르면, 그는 "허영심 많고, 불평이 많고, 인종차별적이고, 오만하고, 자기중심적이었다"고 하는데, 이는 그의 유산을 수정하려는 많은 시도에 대한 유보적인 태도를 설명할 수 있다. 한 공군 장교는 미첼의 진급이 허용된다면 "단지 피로스의 승리일 뿐"이라고 말했다. 왜냐하면 그것은 "항공력 독립에 대한 그의 열정적인 옹호에서 비롯된 의심스러운 행동을 지울 수 없을 것이기 때문"이라고 했다.
미첼은 제1차 세계 대전 중 임시 계급을 보유했고 전후에도 임시 계급을 보유했기 때문에 종종 "준장(임시)"으로 불리지만, 그가 장군 계급으로 임시 복무했을 때와 사임했을 때 모두 그의 영구 계급은 대령이었다. 의회는 1930년에 "제1차 세계 대전 중 미 육군, 해군, 해병대 및 해안경비대에서 복무했으며, 법에 따라 퇴역했거나 앞으로 퇴역할 모든 위관 장교들은... 제1차 세계 대전 중 그들이 가졌던 최고 계급으로 퇴역 명부에서 진급할 수 있다"는 법안을 통과시켰다. 그러나 이 법은 장교가 공식적으로 퇴역해야 했기 때문에, 미첼이 군사법원 유죄 판결로 인한 급여 몰수를 피하기 위해 사임을 선택했으므로 그에게는 적용되지 않는 것으로 보인다. 실제로 1926년부터 1932년까지의 육군 명부에는 그가 퇴역한 것으로 기록되어 있지 않다. 그러나 1930년 법안은 비퇴역자들도 명예롭게 보유했던 전시 계급의 칭호를 사용할 수 있도록 허용했으며, 이는 미첼이 법적으로는 아니지만 이후 자신을 준장이라고 부를 수 있음을 의미했다. 이것은 미첼과는 달리 대부분의 장군들이 이후 법적으로 퇴역했기 때문에 매우 소수의 장군들에게만 적용될 수 있는 특이한 지위였다.

## 의회 명예 황금 훈장
미국 상원과 하원의 제정에 의해, 미국의 대통령은 미국 군사 항공 분야에서 뛰어난 개척자적 봉사와 선견지명을 인정하여, 고 윌리엄 미첼 전 미국 육군 대령에게 적절한 상징, 장치 및 문구가 새겨진 금메달을 제작하여 수여할 것을 요청한다.

미첼의 메달이 명예 훈장이 아닌 의회 명예 황금 훈장이라는 혼란이 있었는데, 이는 1979년 재향군인회 보고서에 명예 훈장 목록으로 잘못 기재되었기 때문이며, 이 보고서는 종종 명예 훈장 목록의 현대적인 색인으로 사용된다. 육군 군사 역사 센터에 따르면, "의도는 명예 훈장보다는 금메달을 수여하는 것이 분명해 보였다"고 하지만, 상원 보고서의 오류 때문에 센터는 미첼의 수상을 포함시켰다. 상원 오류는 법안이 위원회에 있을 때 초안 작성 오류로 인한 것이었다. 하원 군사 문제 위원회는 법안의 첫 초안에서 명예 훈장과 의회 금메달을 혼동했고, 나중에 텍스트를 소급하여 "명예 훈장"을 삭제하고 "금메달"로 대체했지만, 법안의 제목은 수정하지 않았다. 그러나 위원회는 "심의 중인 법안은 의회 명예 훈장 수여를 승인하지 않는다"고 명확히 밝혔으며, 이는 이 문제를 분명히 해결했다. 해당 메달은 하원 데이터베이스에 의회 금메달로 기재되어 있다. 이러한 검증 가능한 사실에도 불구하고, 미 공군은 여전히 미첼을 명예 훈장 수훈자로 기재하고 있으며 (또한 1947년 7월 18일에 사후 소장으로 진급되었다고 잘못 주장하기도 한다), 국방부에서 온라인으로 발행하는 공식 목록에서는 그가 삭제되었음에도 불구하고 그렇게 하고 있다. 한 저자에 따르면, 미 공군이 미첼을 명예 훈장 수훈자로 계속 잘못 표기하는 것은 "오정보"이며 "설명할 수 없다. 왜냐하면 의회는 이 상을 금메달로 기재하고 있고, 공군은 금메달 디자인에 공식적으로 참여했으며, 현재 미 공군 국립 박물관이 해당 금메달 복제품을 소유하고 있기 때문이다." 미 공군 국립 박물관은 미첼의 금메달을 공개적으로 전시하며, "이것은 1946년 빌리 미첼 장군에게 사후 수여된 의회 금메달이다. 이 메달은 유일무이한 것으로, 에르빈 F. 슈프링바일러가 조각하고 필라델피아 조폐국에서 주조했다"는 설명이 붙어 있다. 해당 메달이 대중에게 공개 전시되어 있으므로, 명예 훈장이 아님을 쉽게 확인할 수 있다. 여러 명예 훈장 역사학자들도 미첼의 수상에 대한 반복적인 혼란 때문에 이 주제에 대해 출판했다.

## 군사 및 민간 상훈
참고 – 불완전한 목록. 날짜는 수상된 연도를 나타내며, 반드시 수상일과 일치하지는 않는다.

### 미첼의 군사 상훈
| 미 육군 훈장 |                                                                    |
| | 수훈십자장 (1918)                                                  |
| | 수훈훈장 (1919)                                                    |
| 미 육군 복무 메달                                                                                                   |                                                                    |
| | 미국-스페인 전쟁 복무 메달 (1918)                                  |
| | 필리핀 전역 메달 (1905)                                            |
| | 쿠바 점령군 메달 (1915)                                            |
| | 쿠바 평정 메달 (1909)                                              |
| | 멕시코 복무 메달 (1917)                                            |
| Bronze star · Bronze star · Bronze star · Bronze star · Bronze star                                                 | 제1차 세계 대전 승전 메달 8개 전역 버클 (8개의 청동 복무성) (1919) |
| Bronze star · Bronze star · Bronze star                                                                             |                                                                    |
| 외국 국가 훈장 |                                                                    |
| | 성 미카엘과 성 조지 훈장 동반자 (영국)                             |
| | 프랑스 레지옹 도뇌르 (지휘관)                                      |
| | 이탈리아 왕관 훈장 대장교                                          |
| | 이탈리아 성 마우리치오와 라자로 성인 기사단 (지휘관)               |
| | 이탈리아 전공 십자장                                               |
| Silver star · Silver oak leaf cluster · Bronze oak leaf cluster · Bronze oak leaf cluster · Bronze oak leaf cluster | 프랑스 크루아 드 게르 은성 1개, 은려 1개, 동려 3개                 |
| | 프랑스 베르됭 메달                                                 |

| 군사 휘장, 패치 및 탭 |                    |
|                       | 선임 비행사        |
|                       | 명사수 휘장        |
|                       | 프랑스 조종사 날개 |
|                       |                    |

## 군사 단체
미첼 장군은 다음 군사 단체 및 퇴역군인 단체에 소속되어 있었다.
- 미국 충성군인단
- 외국 전쟁 군사 훈장
- 카라바오 군사 훈장
- 필리핀 육군 국립 학회 (1914년 재향군인회를 결성하기 위해 해외 복무 재향군인회와 합병됨.)
- 아메리칸 리전

## 진급 날짜
참고 – 기재된 날짜는 미첼 장군이 진급을 수락한 날짜이다. 실제 계급 효력 발생일은 보통 며칠 더 빨랐다. (출처 – Army Register, 1926. p. 423.)
| 1898년에는 휘장 없음 | 사병, 제1 위스콘신 보병: 1898년 5월 14일                      |
| 1898년에는 휘장 없음 | 소위, 통신병과, 의용군: 1898년 6월 8일                        |
|                      | 중위, 통신병과, 의용군: 1899년 3월 4일                        |
| 1899년에는 휘장 없음 | 소위, 통신병과, 의용군: 1899년 4월 18일                       |
|                      | 중위, 통신병과, 의용군: 1900년 6월 11일                       |
|                      | 중위, 통신병과, 정규군: 1901년 4월 26일                       |
|                      | 대위, 통신병과, 정규군: 1903년 3월 2일                        |
|                      | 소령, 통신병과, 정규군: 1916년 7월 1일                        |
|                      | 중령, 통신병과, 정규군: 1917년 5월 15일                       |
|                      | 대령, 통신병과, 임시: 1917년 10월 10일                        |
|                      | 준장, 항공근무대, 임시: 1918년 10월 14일                      |
|                      | 대령, 통신병과, 정규군: 1920년 7월 1일                        |
|                      | 준장, 항공근무대, 임시: 1920년 7월 16일                       |
|                      | 대령, 통신병과, 정규군: 1925년 4월 25일 (1926년 2월 1일 사임) |

## 사후 표창

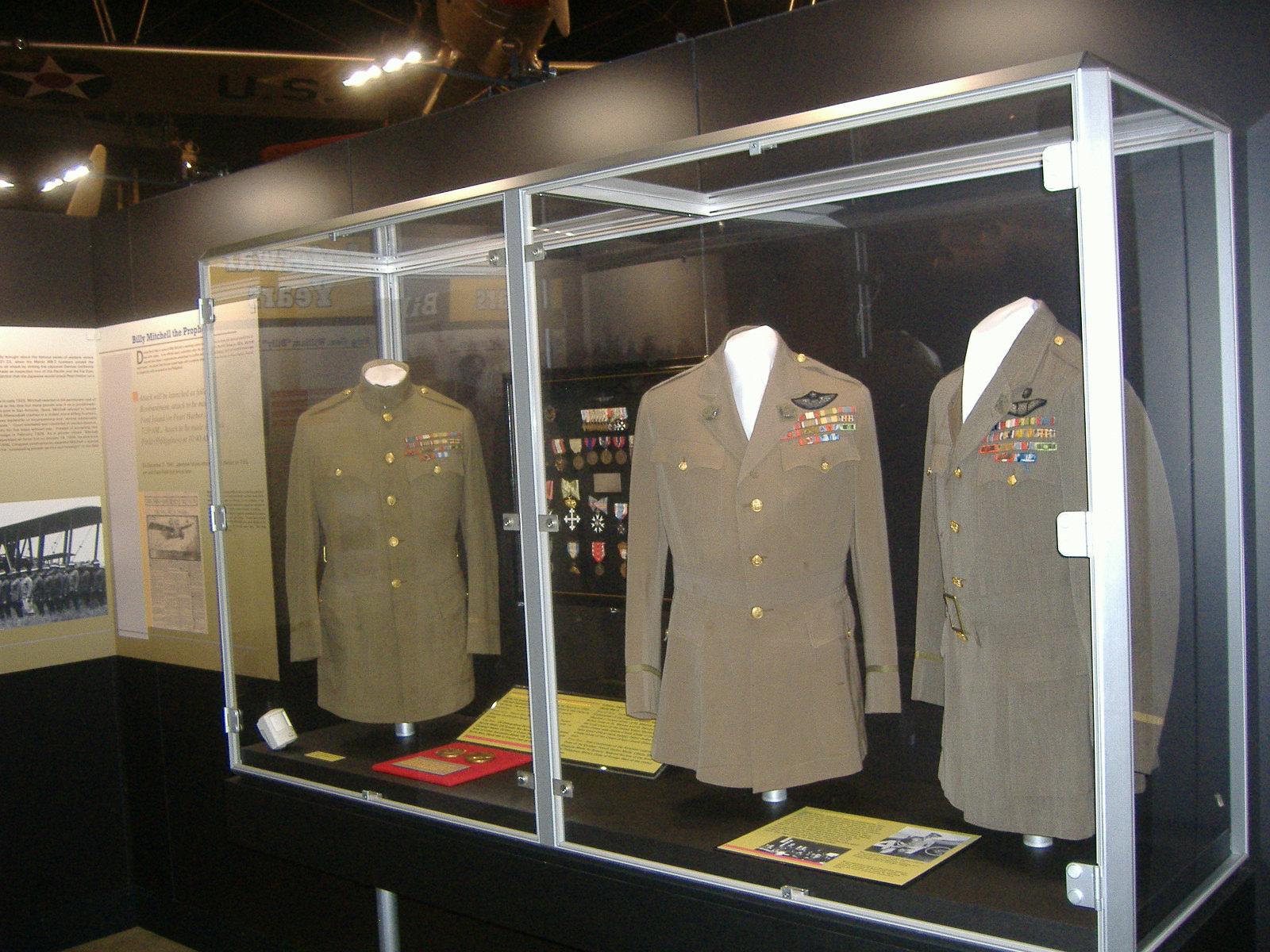
미첼의 군복이 미국 공군 국립 박물관에 전시되어 있다.

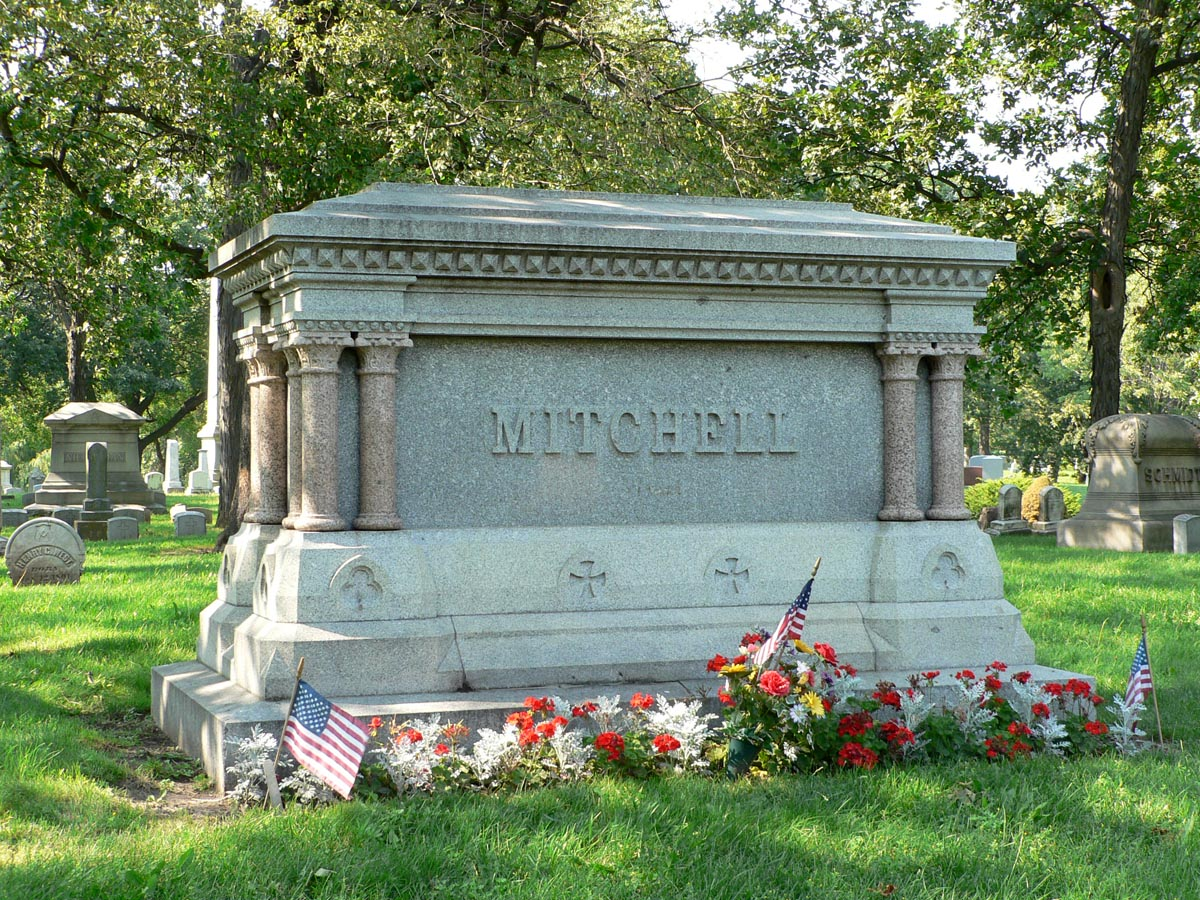
미첼 가족 기념비

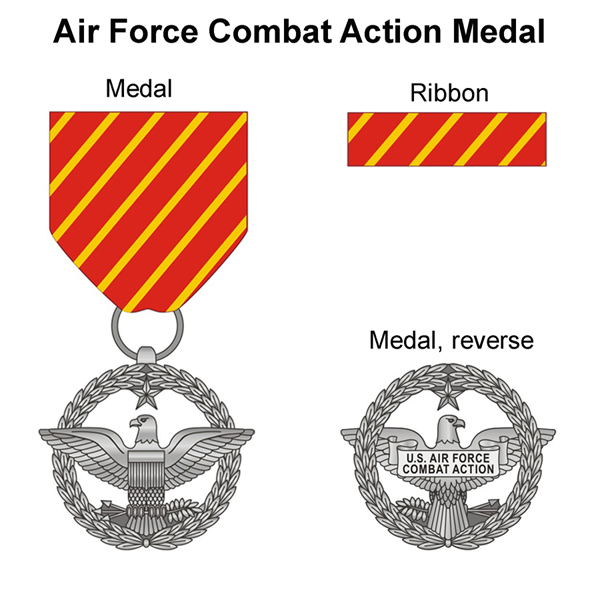
공군 전투 행동 메달의 앞면과 뒷면

미첼의 "전시 상황"에서의 전함의 공중 공격에 대한 취약성 개념은 그의 사후에 입증되었다. 공중 전력이 전시 상황에서 주력함에 결정적인 영향을 미친 것은 스페인 내전 중 처음으로 입증되었다. 1937년 5월 29일, 공화국 정부 폭격기는 독일 중순양함 도이칠란트를 공격하여 손상시켰다. 이 새로운 공중전의 차원은 타란토와 진주만 공격보다 훨씬 앞선 것이었다.
제2차 세계 대전 중 많은 군함이 공중 공격만으로 침몰했다. 전함 콘테 디 카보우르, 두일리오, 리토리오, USS 애리조나, USS 유타, USS 오클라호마, HMS 프린스 오브 웨일스, HMS 리펄스, 로마, 무사시, 티르피츠, 야마토, 슐레스비히-홀슈타인, 렘노스, 킬키스, 마라트, 이세 및 휴가는 모두 폭탄, 공중 투하 어뢰 및 항공기에서 발사된 미사일을 포함한 공중 공격으로 무력화되거나 파괴되었다. 이 함선들 중 일부는 항구에서 기습 공격으로 파괴되었고, 다른 함선들은 격렬한 방어 후 바다에서 침몰했다. 그러나 대부분의 침몰은 미첼이 구상했던 육상 기반 폭격기가 아닌 항공모함 기반 항공기에 의해 수행되었다. 전 세계 해군은 오스트프리슬란트호의 교훈에 빠르게 반응했다.
- 1941년: 1941년에 도입된 노스 아메리칸 B-25 미첼 폭격기는 미첼의 이름을 따서 명명되었다. 지미 둘리틀 중령과 그의 공습대가 1942년 4월 도쿄와 다른 네 개의 일본 목표물을 폭격하는 데 사용한 16대의 폭격기를 포함하여 거의 10,000대의 B-25가 생산되었다.
- 1941년: 미첼의 고향인 밀워키의 주요 공항은 그의 이름을 따서 제너럴 미첼 필드(General Mitchell Field)로 개명되었고, 현재는 밀워키 미첼 국제공항으로 알려져 있다.[96] 이 공항에는 미첼 플라이트 갤러리 박물관도 있다.[97]
- 1942년: 프랭클린 루스벨트 대통령은 미첼의 항공력에 대한 공헌을 인정하여, "미국 군사 항공 분야에서 그의 뛰어난 선구적 봉사와 선견지명을 인정하여" 미첼에게 의회 금메달을 사후 수여할 것을 미 의회에 청원했다. 이 메달은 1946년에 수여되었다.
- 1943년: 월트 디즈니는 승리 통한 공중전이라는 영화를 제작했는데, 이 영화는 미첼 장군의 촬영된 인용문으로 시작하며 그에게 헌정되었다. 이 영화는 알렉산더 P. 드 세베르스키 소령의 책을 바탕으로 하며, 장거리 폭격과 항공 전력 집중이 제2차 세계 대전을 어떻게 단축시킬 수 있는지 설명하고, 연합국이 당시 우위를 점할 수 있는 병참 및 전략을 설명하는데, 이는 추축국이 자체 문제로 인해 유사한 항공기와 전략을 개발할 수 없었기 때문이다. 이 영화는 캐나다 퀘벡 회의에서 윈스턴 처칠 영국 총리와 프랭클린 루스벨트 미국 대통령에게 상영되었고, 루스벨트의 주장에 따라 미국 전쟁 물자 계획 및 생산에 영향을 미쳤다고 한다.[98]
- 1943년: 고전 제2차 세계 대전 영화 조라는 이름의 사나이에서 고인이 된 조종사에게 새로운 임무를 부여하는 이름 없는 "장군"은 "아마도 빌리 미첼을 모델로 한 것"이었을 것이다.[99]
- 1944년: 미국 해군은 병력 수송함을 USS 제너럴 윌리엄 미첼 (AP-114)로 명명했다.
- 1951년: 공군 협회는 미첼의 군사재판을 무효화할 것을 요구하는 결의안을 통과시켰다. 협회는 항공력 연구소를 장군의 이름을 따서 명명했다. 현재 미첼 연구소의 학장은 데이비드 A. 뎁툴라 중장, USAF (퇴역)이다.
- 1955년: 오토 프레민저가 감독하고 게리 쿠퍼가 주연을 맡은 영화 빌리 미첼의 군사재판은 미첼의 곤경을 극적으로 묘사한다.
- 1966년: 미첼은 국립 항공 명예의 전당에 헌액되었다.[100]
- 1968년: 미국 지명위원회는 알래스카 남중부의 밸디즈 시 근처 추가치 산맥의 빌리 미첼 산을 공식 명명했다. 이는 1900년부터 1904년까지 알래스카 지구에 주둔하는 동안 워싱턴-알래스카 군사 케이블 및 전신 시스템 (WAMCATS) 건설을 감독하는 데 그가 중심적인 역할을 했음을 인정한 것이다.[101]
- 1970년: 미첼은 국제 항공우주 명예의 전당에 헌액되었다.[102]
- 1971년: 밀워키에서 미첼과 스코틀랜드 및 밀워키와의 연관성을 기리기 위해 빌리 미첼 스코티시라는 파이프 및 드럼 밴드가 창설되었다.[103]
- 케이프 해터러스, 노스캐롤라이나주의 빌리 미첼 공항은 미첼의 이름을 따서 명명되었다.
- 미국 공군사관학교의 생도 식당인 미첼 홀은 1959년 미첼을 기려 헌정되었다.[104]
- 콜로라도스프링스, 콜로라도주의 윌리엄 (빌리) 미첼 고등학교와 론데일, 캘리포니아주의 빌리 미첼 초등학교는 그의 이름을 따서 명명되었다.
- 미첼 장군은 그의 모교인 워싱턴 D.C.의 조지 워싱턴 대학교에서 윌리엄 미첼 홀이라는 대형 학부 기숙사 건물 명칭으로 영예를 얻었다.
- 민간항공순찰대 생도 프로그램에는 빌리 미첼 장군상이라는 상이 있는데, 이는 생도 2등 중위 계급과 여러 시험 및 에세이 완료를 의미한다. 또한 뉴올리언스 레이크프론트 공항을 거점으로 하는 LA 비행단의 CAP "빌리 미첼 비행대"도 있다.
- 1960년부터 1970년까지 미 공군 군악대 내에서 독립 부대로 존재했던 미 공군 파이프 밴드는 빌리 미첼을 기리기 위해 만들어진 타르탄을 착용했다.[105]
- 1998년: 윌리엄 샌더스는 대체 역사 소설 "빌리 미첼의 명백한 행동"을 썼다.[106] 소설에 묘사된 변형된 역사에서 미첼은 군사법원을 피할 수 있었고, 1941년에도 현역 장군으로 살아 있었다. 하와이에 주둔하던 미첼은 일본의 의도를 정확히 간파하고 다가오는 일본 항공모함에 선제 공격을 가했으며, 자신의 목숨을 바쳐 여러 항공모함을 파괴하고 무력화시켜 일본의 진주만 공격을 막았다.
- 1999년: 미첼 장군의 초상이 미국 우표에 실렸다. 55센트 우표는 항공우편 요율을 충족하고 항공 발전에 중요한 인물을 묘사했지만, 항공우편 우표로 표시되거나 발행되지 않았다. 또한 당시 시행 중인 2온스 1등급 우편 요율도 충족했다.
- 미첼은 미국 공군사관학교 2001년 졸업생의 클래스 본보기로 지명되었다.
- 2003년: 하원은 대통령이 미첼을 육군 소장으로 사후 임명하는 것을 재승인했다 (2003 HR2755).[107] 그러나 법안이 명확히 명시하듯이, 상원을 통과하지 못하여 법으로 제정되지 못했다.
- 2006년: 5월 18일, 미 공군은 새로운 정복 두 가지 시제품을 공개하며 서비스의 유산을 언급했다. 하나는 미국 육군 항공근무대 군복을 모델로 한 것으로 "빌리 미첼 유산 코트"로 지정되었고 (다른 하나는 햅 아놀드의 이름을 따서 명명되었다),[108] 역설적이게도 항공근무대(미첼 포함)는 당시 육군의 규정 군복이었던 높은 칼라 블라우스를 조종사의 목에 쓸림을 유발한다는 이유로 끈질기게 반대했다. 1924년, 그들은 성공하여 "햅 아놀드" 군복으로 표시된 "접힌 칼라" 스타일 블라우스를 채택했다.
- 2007년: 공군은 최초의 공군 전투 행동 메달을 제정하고 수여했는데, 이는 제1차 세계 대전 당시 빌리 미첼이 직접 비행했던 항공기에 그려진 휘장을 바탕으로 한다.[109][110]

## 같이 보기
- 아메리칸 리전 회원 목록

### 내용주
1. 1 2 3 4 5  Ott, William J. (Winter 2006). 《Maj Gen William 'Billy' Mitchell: A Pyrrhic Promotion》 (PDF). 《Air & Space Power Journal》 20. 27–34쪽. Gale A158835229. |id=에 templatestyles stripmarker가 있음(위치 1) (도움말)
2. ↑  "Mitchell, William Lendrum 1879-1936". Encyclopedia.com.
3. ↑  This comment is quoted as "incompetency, criminal negligence, and almost treasonable administration by the War and Navy departments" from an interview given by General Mitchell in San Antonio, Texas, and published in The New York Times (September 7, 1925, page 4) according to "The Court-Martial of Billy Mitchell (1925)" in Footnotes to American History by Harold S. Sharp, Scarecrow Press, Inc., Metuchen, N.J., 1977, pp. 430–433.
4. ↑  May, J. J. (1979). 《Danforth genealogy》. Рипол Классик. ISBN 978-5877066076.
5. ↑  “William Mitchell”. 《Encyclopædia Britannica》. 2024년 11월 8일에 확인함.
6. ↑  《Phi Kappa Psi (1991). Grand Catalogue of the Phi Kappa Psi Fraternity (13th ed.)》. Publishing Concepts, Inc. 1991. 278, 466쪽.
7. ↑  “William Mitchell”. 《Encyclopædia Britannica》. 2024년 11월 8일에 확인함.
8. 1 2  Clayton, James D. (1970). 《The Years of MacArthur Volume 1 1880–1941》. Boston: Houghton Mifflin. 32–33, 65쪽.
9. ↑  “William Lendrum Mitchell” (PDF).
10. ↑  United States Bureau of Land Management; Eagle Historical Society & Museums (2003). 〈A new mission〉. 《Eagle-Fort Egbert: A Remnant of the Past》. Fairbanks, Alaska: United States Bureau of Land Management. 10–12쪽.
11. ↑  Miller, Roger G. (2004). Billy Mitchell: "Stormy Petrel of the Air". Office of Air Force History: Washington, D.C., pp. 3–5. The Act of July 18, 1914, creating the Aviation Section restricted aviation training to unmarried lieutenants under the age of 30.
12. ↑  “General William 'Billy' Mitchell”. Mitchell Gallery of Flight. 2016년 4월 20일에 원본 문서에서 보존된 문서.
13. ↑  "Spad XVI". Smithsonian National Air and Space Museum.
14. 1 2 3 4 5 6 7 8 9 10  Colonel Phillip S. Meilinger, USAF. Maxwell AFB. American Airpower Biography: Billy Mitchell 보관됨 9월 24, 2008 - 웨이백 머신
15. ↑  "Billy Mitchell and Vought VE-7 Bluebird". Air Force Photos.
16. ↑  Hakim, Joy (1995). 《A History of Us: War, Peace and all that Jazz》. New York: Oxford University Press. ISBN 0-19-509514-6.
17. 1 2  “Mitchell William” (PDF). 《Biographical Data on Air Force General Officers, 1917–1952》. AFHRA (USAF). 2012년 9월 5일에 원본 문서 (PDF)에서 보존된 문서. 2010년 11월 14일에 확인함.
18. ↑  U.S. Air Service, September 1920, Vol. 4, Number 2, p. 34
19. ↑  Glines, Carroll V. (1973). The Compact History of the United States Air Force. p. 111. Hawthorn Books.
20. ↑  Hurley, Alfred (2006). Billy Mitchell: Crusader for Air Power, Indiana University Press, ISBN 0-253-20180-2, p. 47.
21. ↑  Hurley (2006), pp. 45–48.
22. ↑  Futrell, Robert F. (1989). Ideas, Concepts, Doctrine: Basic Thinking in the United States Air Force, 1907–1960, Air University Press, Maxwell Air Force Base, pp. 32–36.
23. ↑  Greer, Thomas H. (1985). 《USAF Historical Study 89, The Development of Air Doctrine in the Army Air Arm, 1917–1941》 (PDF). Maxwell Air Force Base: Center For Air Force History. 2013년 3월 13일에 원본 문서 (PDF)에서 보존된 문서. 2010년 11월 10일에 확인함., pp. 24–25.
24. ↑  “U.S. Centennial of Flight Commission: Billy Mitchell Sinks the Ships”. 2007년 9월 30일에 원본 문서에서 보존된 문서.
25. ↑  “DENY AIR FLEETS DOOM BATTLESHIPS; Navy Officials Challenge Gen. Mitchell's Assertions Based on Bombing of Indiana. NO LIVE BOMBS WERE USED Official Report on the Tests Is Issued--Mitchell Has Caused Navy Protests Before. No Live Bombs Dropped. Previous Protest on Mitchell.”. 《뉴욕 타임스》. 1921년 1월 30일.
26. ↑  John T. Correll (June 2008). "Billy Mitchell and the Battleships". Air Force Magazine. pp. 64–65.
27. 1 2  Correll. "Billy Mitchell and the Battleships". p.66.
28. ↑  Johnson, Alfred Wilkinson (1959). “The Naval Bombing Experiments Off the Virginia Capes June and July 1921”. 2012년 8월 15일에 원본 문서에서 보존된 문서.
29. ↑  Correll. "Billy Mitchell and the Battleships". pp. 65–66.
30. ↑  "The US Aerial Bombing Experiment on Ships" Flight. September 15, 1921. pp. 615–618.
31. 1 2  Correll, "Billy Mitchell and the Battleships", p. 67.
32. 1 2  Mitchell, William (1925). Winged Defense. G.P. Putnam's Sons, New York and London. (ISBN 0-486-45318-9) Reissued by Dover Publications, Inc., New York, 2006.
33. ↑  Arnold, H.H. (1959). “The Naval Bombing Experiments: Bombing Operations”. 2010년 4월 9일에 원본 문서에서 보존된 문서.
34. ↑  Reid, John Alden (2006). "Bomb the Dread Noughts!" Air Classics.
35. ↑  Miller, Roger (2009). Billy Mitchell: Stormy Petrel of the Air. Diane Publishing. p. 33.
36. ↑  Craven (1959). The Army Air Forces in World War II.
37. ↑  "Thunderbolts". Time. July 23, 1923.
38. ↑  The New York Times. (July 11, 1921). p. 1.
39. 1 2  Tate (1998), p. 18.
40. ↑  Futrell (1985), p. 39.
41. ↑  Christopher M. Finan (2007). 《From the Palmer Raids to the Patriot Act: A History of the Fight for Free Speech in America》. Beacon Press. 27쪽. ISBN 978-0-8070-4428-5. 2011년 3월 25일에 확인함.
42. ↑  Clayton D. Laurie, "The United States Army and the Return to Normalcy in Labor Dispute Interventions: The Case of the West Virginia Coal Mine Wars, 1920–1921", 50 West Virginia History 1–24, 1991.
43. ↑  Mitchell quotation at Call Field Memorial Museum in Wichita Falls, Texas
44. ↑  Mitchell, William L. "Strategical Aspect of the Pacific Problem" as quoted in Clodfelter, Mark A., "Molding Air Power Convictions: Development and Legacy of William Mitchell's Strategic Thought", in Melinger, Phillip S. ed., The Paths of Heaven: The Evolution of Air Power Theory, Alabama,  Air University Press, 1997, pp.79–114.
45. ↑  Clodfelter, Mark A. "Molding Air Power Convictions: Development and Legacy of William Mitchell's Strategic Thought", in Melinger, p.92.
46. ↑  Mitchell, William. Winged Defense: The Development and Possibilities of Modern Air Power—Economic and Military (Dover Publications, 2006), p. 119. ISBN 0-486-45318-9
47. ↑  Hurley, Alfred F., "Billy Mitchell: Crusader for Air Power," p. 109.
48. ↑  "Mitchell Raps Navy Heads; They're to Blame, He Says; Predicts Arrest for Talk", AP report in The Omaha Evening Bee, September 5, 1925, p.1
49. ↑  Mitchell Charges 'Gross Negligence' in Shenandoah Loss", The New York Times, September 6, 1925, p.1
50. ↑  Tate, Dr. James P., Lt Col USAF, Retired (1998). 《The Army and Its Air Corps: Army Policy toward Aviation, 1919–1941》. Air University Press. ISBN 0-16-061379-5.
51. ↑  "Army & Navy: Court Martial". Time. November 2, 1925. "Though not mentioned in these articles, all disorders and neglect; to the prejudice of good order and military discipline, all conduct of a nature to bring discredit upon the military service and all crimes or offenses not capital, of which persons subject to military law may be guilty, shall be taken cognizance of by a general or special or summary court martial, according to the nature and degree of the offense, and punished at the discretion of the court."
52. 1 2  MacArthur 1964, 85.쪽
53. ↑  Goldstein, Richard (1998년 12월 18일). “Gen. H.H. Howze, 89, Dies; Proposed Copters as Cavalry”. 《뉴욕 타임스》. 2009년 4월 12일에 확인함.
54. ↑  Longden, Tom (January 26, 2009). "War flights by two Lanphiers made history". Des Moines Register. Des Moines, Iowa
55. ↑  Maksel 2009, p. 48.
56. ↑  Calhoun, Mark T. (2012). “General Lesley J. McNair: Little-Known Architect of the U.S. Army” (PDF). 《kuscholarworks.ku.edu/》. Lawrence, Kansas: University of Kansas. 56쪽.
57. 1 2  "General Lesley J. McNair: Little-Known Architect of the U.S. Army", 57–62쪽.
58. 1 2 3 4  "General Lesley J. McNair: Little-Known Architect of the U.S. Army", 76–79쪽.
59. ↑  Walter J. Boyne, "The Spirit of Billy Mitchell," Air Force Magazine, June 1, 1996
60. ↑  Maksel 2009, p. 49.
61. ↑  James 1970, 307–310.쪽
62. ↑  Arthur W. Arundel, "Billy Mitchell Conviction to Stand," Washington Post, March 5, 1958, p.A1
63. 1 2  Raymond, Jack (1958년 3월 5일). “Billy Mitchell Verdict Affirmed; Son's Plea Fails in '25 Conviction; AIR FORCE BACKS MITCHELL VERDICT”. 《뉴욕 타임스》.
64. ↑  Cooke, James J. (2002). 《Billy Mitchell》. Lynne Rienner Publishers. ISBN 978-1588260826.
65. ↑  “Gen. William 'Billy' Mitchell House”. 《Aviation: From Sand Dunes to Sonic Booms – A National Register of Historic Places Travel Itinerary》. National Park Service. 2007년 11월 23일에 원본 문서에서 보존된 문서. 2012년 1월 1일에 확인함.
66. ↑  “GEN, MITGHELL DIES;] AIR LEADER IN WAR; Flying Hero Quit Army in 1926 After Court-Martial for His Criticism of Superiors. BEGAN AS PRIVATE IN '98 Rose to Assistmlt Corps Chief -- A Pioneer in Service, He Predicted Ocean Feats.”. 《The New York Times》 (미국 영어). 1936년 2월 20일. 2021년 8월 22일에 원본 문서에서 보존된 문서. 2021년 8월 22일에 확인함.
67. ↑  Forest Home Cemetery. "Self-Guided Historical Tour" 보관됨 2월 4, 2018 - 웨이백 머신. Accessed February 3, 2018.
68. ↑  Cooke, James J. (2002). 《Billy Mitchell》 (영어). Lynne Rienner Publishers. ISBN 978-1588260826.
69. ↑  “A–F”. Air Force Association of Canada. 2012년 1월 18일에 원본 문서에서 보존된 문서. 2012년 1월 1일에 확인함.
70. ↑  86 Cong. Rec. 10559 (Senate)
71. ↑  Senate Rept. No. 933, "William Mitchell," January 6, 1942, Report to accompany SJ Res. 109, 77th Cong., 2d Sess.
72. 1 2  “Billy Mitchel: Stormy Petrel of the Air” (PDF). 2020년 10월 27일에 원본 문서 (PDF)에서 보존된 문서.
73. ↑  House Journal, 78th Cong., 1st Sess., Doc. No. 1, p.10; Senate Journal, 78th Cong., 1st Sess., Doc. No. 1, p.719.
74. ↑  Senate Rept. No. 190, "William Mitchell," April 17, 1945, Report to accompany SJ Res. 34, 79th Cong., 1st Sess.
75. ↑  Senate Rept. No. 453, "Authorizing the President to Issue Posthumously to the Late Col. William Mitchell a Commission as a Major General, United States Army," July 8, 1947, Report to accompany SJ Res. 70, 80th Cong., 1st Sess.
76. ↑  118 Stat. 1918
77. ↑  “The Billy Mitchell Court-Martial”.
78. ↑  An act to give war-time rank to retired officers and former officers of the Army, Navy, Marine Corps, and/or Coast Guard of the United States, June 21, 1930, 46 Stat. 793.
79. ↑  《Stars on Tombstones: Honorary Promotions of Air Corps and Air Force Leaders》 (PDF). 《Air & Space Operations Review》. 2022년 12월 10일. 16쪽. 2022년 12월 10일에 확인함.
80. ↑  Official Army Register, 1926, p.761; Official Army Register, 1927, p.775; Official Army Register, 1928, p.785; Official Army Register, 1929, p.814; Official Army Register, 1930, p.831; Official Army Register, 1931, p.874; Official Army Register, 1932, p.883
81. ↑  《Stars on Tombstones: Honorary Promotions of Air Corps and Air Force Leaders》 (PDF). 《Air & Space Operations Review》. 2022년 12월 10일. 16쪽. 2022년 12월 10일에 확인함.
82. 1 2  “Authorized by Special Acts of Congress Medal of Honor Recipients”. 《US Army Center of Military History》. 2017년 8월 2일에 원본 문서에서 보존된 문서.
83. ↑  Dwight S. Mears, The Medal of Honor: The Evolution of America's Highest Military Decoration (Lawrence: U. Press of Kansas, 2018), 149.
84. ↑  “Congressional Gold Medal Recipients | US House of Representatives: History, Art & Archives”.
85. ↑  “Mitchell”.
86. ↑  “Home”. 《valor.defense.gov》.
87. ↑  Dwight S. Mears, The Medal of Honor: The Evolution of America's Highest Military Decoration (Lawrence: U. Press of Kansas, 2018), 150
88. ↑  《Stars on Tombstones: Honorary Promotions of Air Corps and Air Force Leaders》 (PDF). 《Air & Space Operations Review》. 2022년 12월 10일. 16쪽. 2022년 12월 10일에 확인함.
89. ↑  “Gen. Billy Mitchell”.
90. ↑  Ron Owens, Medal of Honor: Historical Facts & Figures (KY: Turner, 2004), 137; Roger Miller, Billy Mitchell: Stormy Petrel of the Air (San Francisco: Pickle, 2015), 55; John Pullen, A Shower of Stars: The Medal of Honor and the 27th Maine (Lanham: Stackpole, 1994), 182; David Zabecki, American Artillery and the Medal of Honor (Bennington: Merriam, 2006), 6; Boston Publishing Company, The Medal of Honor (Minneapolis: Zenith, 2014), 128; Barrett Tillman, Above & Beyond: The Aviation Medals of Honor (Washington D.C.: Smithsonian, 2002), 32
91. ↑  U.S. Army Center of Military History. “Medal of Honor Recipients – Authorized by Special Acts of Congress”. History.army.mil. 2014년 2월 19일에 원본 문서에서 보존된 문서. 2014년 2월 21일에 확인함.
92. ↑  “International Naval Intervention and Protection Force 1936”. 2010년 2월 17일.
93. ↑  Miller, Nathan (1997). 《The U.S. Navy: a history》. Naval Institute Press. 200쪽. ISBN 1-55750-595-0. 'The lesson is that we must put planes on battleships and get aircraft carriers quickly', declared Rear Admiral William A. Moffett, an articulate spokesman for naval air power.
94. ↑  Mets, David R. (2008). 《Airpower and Technology: Smart and Unmanned Weapons》. Praeger Security International Series. ABC-CLIO. 15쪽. ISBN 978-0-275-99314-6.
95. ↑  McBride, William M. (2001년 4월 19일). “Technological Change and the U.S. Navy” (PDF). 《MIT Program XIII—A Centennial》. MIT. 2010년 12월 11일에 확인함.
96. ↑  “Historic Markers – General Mitchell Field WI221”. Milwaukee County Historical Society. 1978. 2007년 9월 28일에 원본 문서에서 보존된 문서. 2006년 10월 4일에 확인함.
97. ↑  Mitchell Gallery of Flight
98. ↑  Lawrence, John S.; Jewett, Robert (2002). 《The Myth Of The American Superhero》. Wm. B. Eerdmans Publishing. 191쪽. ISBN 0-8028-4911-3.
99. ↑  Horton, Andrew; McDougal, Stuart Y. (1998). 《Play It Again, Sam: Retakes on Remakes》. University of California Press. 127쪽. ISBN 0-520-20593-6.
100. ↑  “William "Billy" Mitchell”. National Aviation Hall of Fame. 2011년 8월 5일에 원본 문서에서 보존된 문서. 2011년 4월 5일에 확인함.
101. ↑  “Mount Billy Mitchell” (영어). 지리 이름 정보 시스템(GNIS). 미국 지질조사국.
102. ↑  Sprekelmeyer, Linda, editor. These We Honor: The International Aerospace Hall of Fame. Donning Co. Publishers, 2006. ISBN 978-1-57864-397-4.
103. ↑  The Billy Mitchell Scottish of Milwaukee WI. at www.billymitchellscottish.org
104. ↑  “Mitchell Hall”. 10th Force Support Squadron, USAFA. 2010년 11월 15일에 확인함.
105. ↑  Wilkinson, Todd. “the United States Air Force Tartans”. Scottish Tartans Museum. 2010년 11월 15일에 확인함.
106. ↑  Among the stories in the anthology "Alternate Generals", edited by 해리 터틀도브, Baen Books, 1998
107. ↑  “To authorize the President to issue posthumously to the late William "Billy" Mitchell a commission as major general, United States Army”. 2003년 10월 14일. 2017년 4월 4일에 확인함.
108. ↑  New service dress prototypes pique interest  at www.af.mil.
109. ↑  Mitchell Gallery of Flight  Retrieved April 24, 2016
110. ↑  For Today's Air Force, a New Symbol of Valor by John Kelly, June 13, 2007. The Washington Post, p. B03. Retrieved June 13, 2007.

### 참고 자료
- Borch, Fred L. "Lore of the Corps: The Trial by Court-Martial of Colonel William 'Billy' Mitchell". Army Lawyer, January 2012, pp. 1–5
- Cooke, James J. The U.S. Air Service in the Great War: 1917–1919. Westport, CT: Praeger Publishers, 1996. ISBN 0-275-94862-5.
- Cooke, James J. Billy Mitchell. Boulder: Lynne Rienner Publishers, 2002. ISBN 1588260828
- Davis, Burke. The Billy Mitchell Affair. New York: Random House, 1967. OCLC 369301
- Hurley, Alfred H. Billy Mitchell: Crusader for Air Power (revised edition). Bloomington: Indiana University Press, 1975. ISBN 0-253-31203-5, ISBN 0-253-20180-2.
- James, D. Clayton (1970). 《Volume 1, 1880–1941》. The Years of MacArthur. Boston: Houghton Mifflin. ISBN 978-0-395-10948-9.
- Kennett, Lee. The First Air War, 1914–1918. New York: Free Press, 1991. ISBN 0-684-87120-3.
- Levine, Isaac Don. Mitchell Pioneer of Air Power Duell, Sloan and Pearce, New York, first edition, 1943. OCLC 254425324
- Maksel, Rebecca. “The Billy Mitchell Court-Martial”. 《Air & Space》. 24권 2호. 46–49쪽.
- MacArthur, Douglas (1964). 《Reminiscences of General of the Army Douglas MacArthur》. Annapolis: Bluejacket Books. ISBN 978-1-55750-483-8.
- O'Neil, William D. Mitchell, Billy. American National Biography Online, Feb. 2000, Revised Oct. 2007. http://www.anb.org/articles/06/06-00441.html.
- O'Neil, William D. "Transformation, Billy Mitchell Style," Proceedings, U.S. Naval Institute 128, No. 3 (Mar 2002): 100–04. Also online at http://analysis.williamdoneil.com/Transformation%20Billy%20Mitchell%20Style%203-02.pdf
- Waller, Douglas C. A Question of Loyalty: Gen. Billy Mitchell and the Court-Martial That Gripped the Nation (2004) excerpt and text search
- Wildenberg, Thomas. "Billy Mitchell Takes on the Navy", Naval History (2013) 27#5
- Wildenberg, Thomas. Billy Mitchell's War with the Navy: The Interwar Rivalry Over Air Power. Naval Institute Press, 2013. ISBN 978-0870210389
- Zabecki, David T.; Mastriano, Douglas V., 편집. (2020). 《Pershing's Lieutenants: American Military Leadership in World War I》. New York, NY: Osprey Publishing. ISBN 978-1-4728-3863-6.

### 1차 출처
- Mitchell, William. Memoirs of World War I: From Start to Finish of Our Greatest War. New York: Random House, 1960.